# Liste der Biografien/Dou
Liste der Biografien |
Portal Biografien |
Personensuche
# |
A |
B |
C |
D |
E |
F |
G |
H |
I |
J |
K |
L |
M |
N |
O |
P |
Q |
R |
S |
T |
U |
V |
W |
X |
Y |
Z |
?
 
Da |
Db |
Dc |
Dd |
De |
Dg |
Dh |
Di |
Dj |
Dk |
Dl |
Dm |
Dn |
Do |
Dq |
Dr |
Ds |
Du |
Dv |
Dw |
Dy |
Dz
 
Doa |
Dob |
Doc |
Dod |
Doe |
Dof |
Dog |
Doh |
Doi |
Doj |
Dok |
Dol |
Dom |
Don |
Doo |
Dop |
Doq |
Dor |
Dos |
Dot |
Dou |
Dov |
Dow |
Dox |
Doy |
Doz
Die Liste der Biografien führt alle Personen auf, die in der deutschsprachigen Wikipedia einen Artikel haben. Dieses ist eine Teilliste mit 589 Einträgen von Personen, deren Namen mit den Buchstaben „Dou“ beginnt.

## Dou
- Dou († 97), chinesische Kaiserin der Han-Dynastie
- Dou Xian († 92), Oberhaupt der Dou-Familie
- Dou, Aixia (* 1961), chinesische Skilangläuferin
- Dou, Gerard (1613–1675), niederländischer Maler des Barock
- Dou, Jan Pieterszoon († 1635), niederländischer Mathematiker und Mathematikhistoriker
- Dou, Jiaxing (* 2000), chinesische Fußballspielerin
- Dou, Miao († 172), Kaiserin der Han-Dynastie
- Dou, Wu († 168), Politiker der Han-Dynastie

### Doua
- Douady, Adrien (1935–2006), französischer Mathematiker
- Douady, Luce (2003–2020), französische SportkletterinLuce Douady (2003–2020)

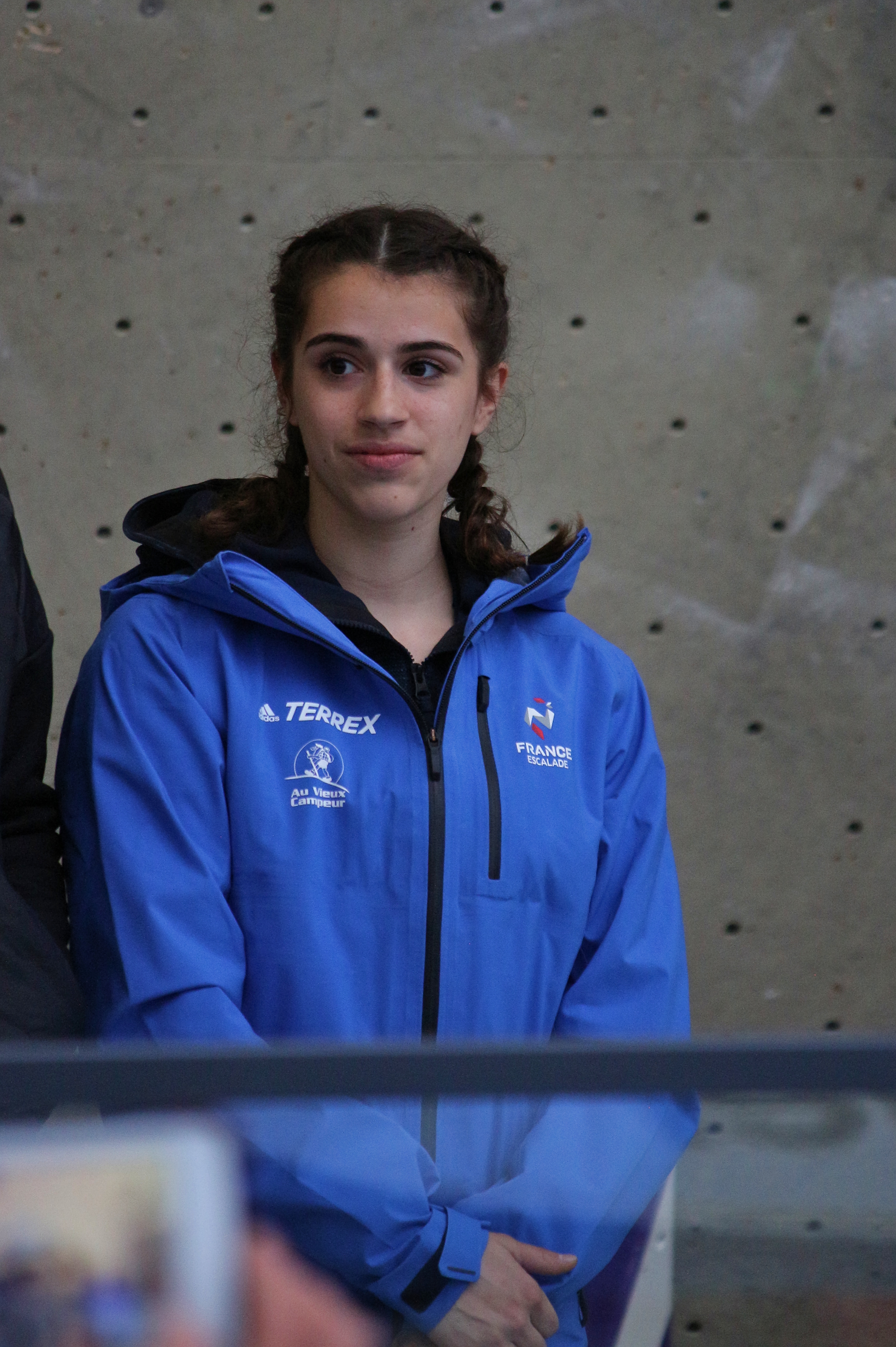
Luce Douady (2003–2020)

- Douai, Adolph (1819–1888), deutsch-US-amerikanischer Journalist, Autor, Herausgeber, Unternehmer und Pädagoge
- Douaihy, Jabbour (1949–2021), libanesischer Literaturwissenschaftler und Schriftsteller
- Douaihy, Saliba (1915–1994), libanesischer Maler und Buntglas-Künstler
- Douais, Marie-Jean-Célestin (1848–1915), französischer römisch-katholischer Bischof des Bistums Beauvais
- Doual, Sven (* 1967), deutscher Eishockeytorwart
- Douala Bell, Marilyn (* 1957), kamerunische Sozioökonomin und Kulturmanagerin
- Douala Manga Bell, Alexandre (1897–1966), kamerunischer Stammesfürst und Politiker
- Douala, Roudolphe (* 1978), kamerunischer Fußballspieler
- Douane, Maïdine (* 2002), algerisch-französischer Fußballspieler
- Douangmaity, Vannasone (* 1997), laotischer Fußballspieler
- Douangvilay, Khampane (* 2004), laotischer Fußballspieler
- Douanla, Flaubert (* 1973), kamerunischer Radrennfahrer
- Douarinou, Alain (1909–1987), französischer Kameramann
- Douarinou, Jean (1887–1939), französischer Autorennfahrer
- Douarinou, Jean (1906–1989), französischer Szenenbildner
- Douaron, Jérémy Le (* 1998), französischer Fußballspieler
- Douay, Abel (1809–1870), französischer GeneralAbel Douay (1809–1870)

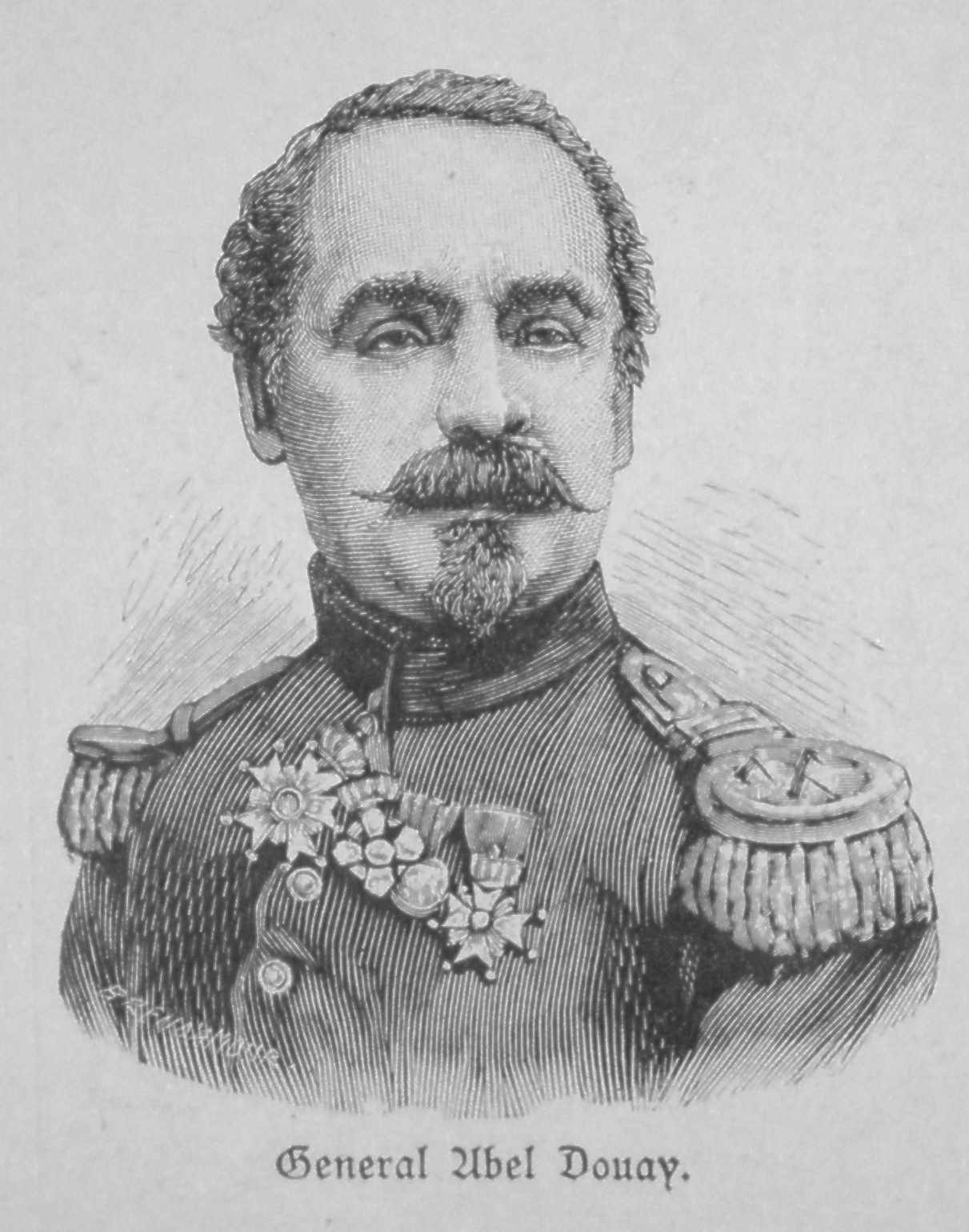
Abel Douay (1809–1870)

- Douay, Brigitte (* 1947), französische Politikerin (PS), MdEP
- Douay, Félix-Charles (1816–1879), französischer General

### Doub
- Doub, Andreas (* 1968), deutscher Kameramann
- Doubaï, Thierry (* 1988), ivorischer Fußballspieler
- Doubek, František Bohumil (1865–1952), tschechischer Maler und Illustrator
- Doubek, Franz A. (1903–1969), österreichischer Historiker, Germanist, Phonetiker und Sprachtherapeut
- Doubek, Jaroslav (1931–2017), tschechoslowakischer Eisschnellläufer
- Doubek, Rudolf (1943–2013), tschechoslowakischer Skispringer
- Doubell, Ralph (* 1945), australischer Mittelstreckenläufer und Olympiasieger
- Doubell, Stacey (* 1987), südafrikanische Badmintonspielerin
- Doubilet, David (* 1946), US-amerikanischer Unterwasserfotograf und Autor
- Double (* 1975), japanische R&B-Sängerin
- Double, Paul (* 1996), britischer Radrennfahrer
- Doubleday, Abner (1819–1893), US-amerikanischer Soldat und Theosoph
- Doubleday, Edward (1810–1849), britischer Entomologe und Ornithologe
- Doubleday, Frank (1945–2018), US-amerikanischer Schauspieler
- Doubleday, Frank Nelson (1862–1934), US-amerikanischer Verleger
- Doubleday, Henry (1808–1875), englischer Entomologe, Ornithologe und Lepidopterologe
- Doubleday, John († 1856), britischer Restaurator und Antiquitätenhändler
- Doubleday, John (* 1947), britischer Maler und Bildhauer
- Doubleday, Kaitlin (* 1984), US-amerikanische Schauspielerin
- Doubleday, Ken (1926–2014), australischer Hürdenläufer
- Doubleday, Nelson (1889–1949), US-amerikanischer Verleger
- Doubleday, Nelson junior (1933–2015), US-amerikanischer Verleger und Geschäftsmann
- Doubleday, Portia (* 1988), US-amerikanische SchauspielerinPortia Doubleday (* 1988)

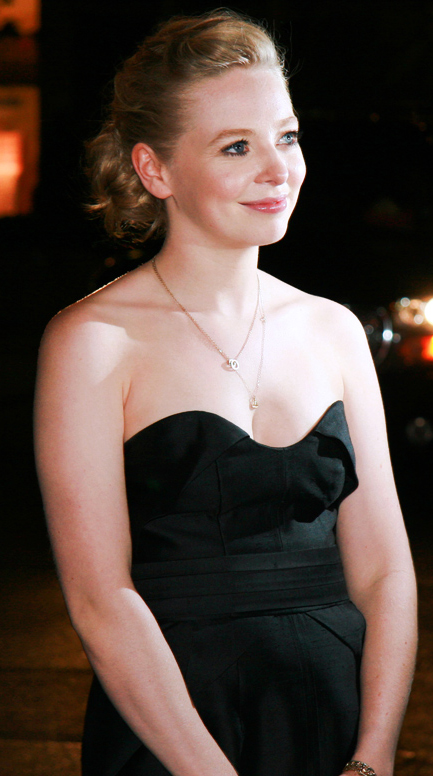
Portia Doubleday (* 1988)

- Doubleday, Simon, US-amerikanischer Historiker
- Doubleday, Ulysses F. (1792–1866), US-amerikanischer Politiker
- Doublet, Jean, französischer Schriftsteller
- Doublet, Marie Anne (1677–1771), französische Literatin und Salonnière
- Doublier, Othmar (1865–1946), österreichischer Rechtshistoriker und Bibliothekar
- Doubrava, Jaroslav (1909–1960), tschechischer Komponist, Maler und Pädagoge
- Doubrava, Jaroslav (* 1948), tschechischer Politiker
- Doubrava, Josef (1852–1921), Bischof von Königgrätz
- Doubrawa, Erhard (* 1955), Gestalttherapeut, Lehrtherapeut, Ausbilder und Autor im Bereich der Gestalttherapie
- Doubrawa, Reinhard (* 1963), deutscher Konzeptkünstler
- Doubront, Félix (* 1987), venezolanischer Baseballspieler
- Doubrovska, Felia (1896–1981), russische Tänzerin und Lehrerin
- Doubrovsky, Serge (1928–2017), französischer Schriftsteller und Literaturkritiker

### Douc
- Douce, Steve (* 1963), britischer Radrennfahrer
- Douceline von Digne († 1274), christliche Mystikerin
- Doucet, Benoît (* 1963), deutsch-kanadischer Eishockeyspieler
- Doucet, Camille (1812–1895), französischer Dramatiker
- Doucet, Grégory (* 1973), französischer Politiker (Europe Ecologie Les Verts), Bürgermeister von LyonGrégory Doucet (* 1973)

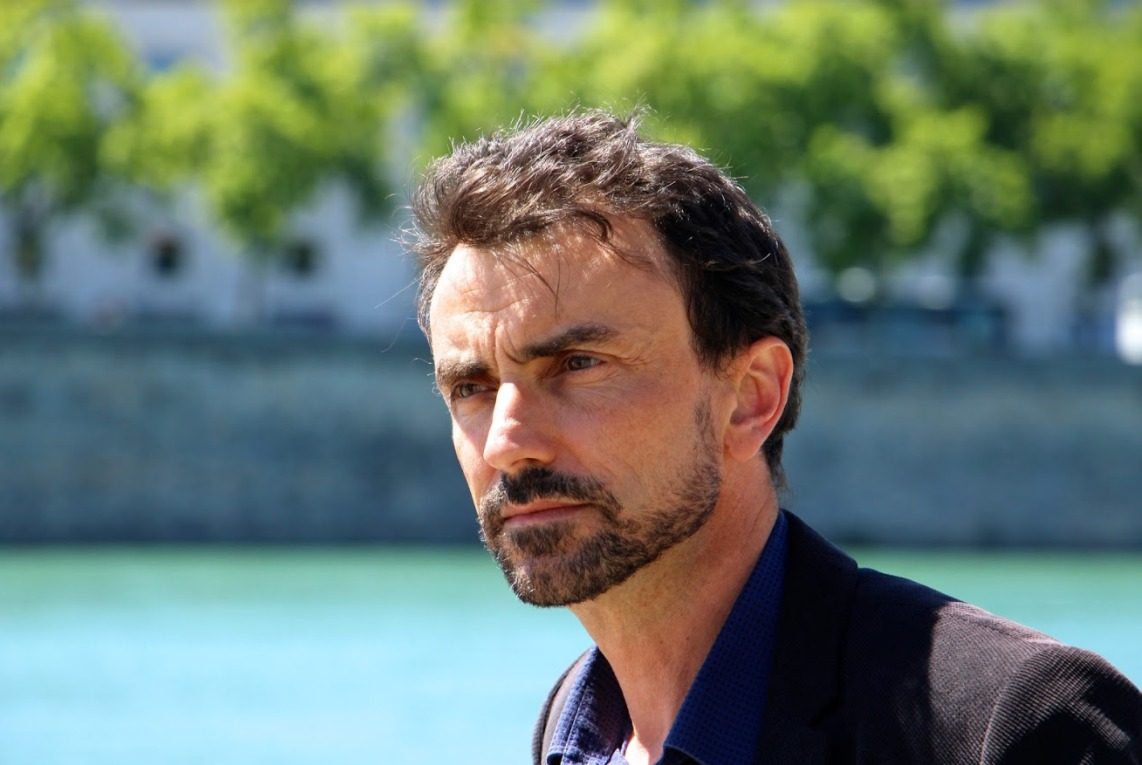
Grégory Doucet (* 1973)

- Doucet, Henri (1883–1915), französischer Zeichner und Maler
- Doucet, Henri-Lucien (1856–1895), französischer Maler
- Doucet, Jacques, französischer Segler
- Doucet, Jacques (1853–1929), französischer Modeschöpfer
- Doucet, Jacques (1924–1994), französischer Maler
- Doucet, Jeff (1959–1984), US-amerikanischer Pädokrimineller
- Doucet, Jérôme (1865–1957), französischer Schriftsteller, Journalist, Bibliophiler und Verleger
- Doucet, Julie (* 1965), kanadische Comiczeichnerin
- Doucet, Lohann (* 2002), französisch-burkinischer Fußballspieler
- Doucet, Michael (* 1951), US-amerikanischer Fiddlespieler und Singer-Songwriter und bedeutender Vertreter der Cajun-Musik
- Doucet, Roger (1919–1981), kanadischer Sänger (Tenor)
- Doucet, Sandrine (1959–2019), französische Politikerin, Mitglied der Nationalversammlung
- Doucet, Sharon (* 1951), US-amerikanische Schriftstellerin, Lehrerin für Englisch und Französisch und Sängerin
- Doucet, Suzanne (* 1944), deutsche Schlagersängerin
- Doucette, John (1921–1994), US-amerikanischer Schauspieler
- Doucette, Paul (* 1972), US-amerikanischer Musiker
- Douchamps, Jean (1915–1976), belgischer Jazzmusiker
- Douchet, Alexis (1875–1952), französischer Turner
- Douchet, Jacques-Philippe-Augustin, französischer Grammatiker, Enzyklopädist
- Douchet, Jean (1929–2019), französischer Filmhistoriker, Filmkritiker, Filmregisseur
- Douchez, Nicolas (* 1980), französischer Fußballtorhüter
- Douchine, Zoya (* 1983), deutsche EiskunstläuferinZoya Douchine (* 1983)

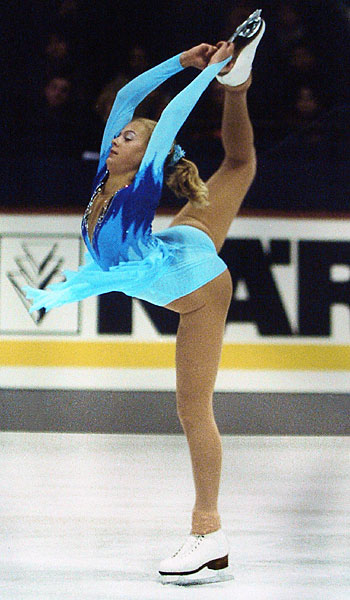
Zoya Douchine (* 1983)

- Doucouré, Abdoulaye (* 1993), französischer Fußballspieler
- Doucouré, Cheick (* 2000), malischer Fußballspieler
- Doucouré, Fodé (* 2001), malischer Fußballspieler
- Doucouré, Ladji (* 1983), französischer Leichtathlet
- Doucouré, Lassana (* 1991), französischer Fußballspieler
- Doucouré, Magou (* 2000), französische Fußballspielerin
- Doucouré, Maïmouna (* 1985), französische Regisseurin und Drehbuchautorin
- Doucouré, Mamadou (* 1998), französisch-senegalesischer Fußballspieler
- Doucoure, Mintou (* 1982), malischer Fußballspieler
- Doucouré, Sékou (* 2005), französisch-malischer Fußballspieler
- Doucouré, Seydina (* 1978), senegalesischer Sprinter
- Doucouré, Siriné (* 2002), französisch-malischer Fußballspieler

### Doud
- Douda, František (1908–1989), tschechoslowakischer Leichtathlet
- Doudah, Mohammed Amin (* 2002), belgisch-marokkanischer Fußballspieler
- Doudart de Lagrée, Ernest (1823–1868), französischer Forschungsreisender und Seemann
- Doude, Van (1926–2018), niederländischer Schauspieler
- Doudelet, Charles (1861–1938), autodidaktischer belgischer Maler, Grafiker und Illustrator
- Douděra, David (* 1998), tschechischer Fußballspieler
- Doudna, Jennifer A. (* 1964), US-amerikanische Biochemikerin und Molekularbiologin, Nobelpreisträgerin
- Doudounaki, Anna (* 1995), griechische Schwimmerin

### Doue
- Doué, Bertin, ivorischer Leichtathlet
- Doué, Désiré (* 2005), französisch-ivorischer FußballspielerDésiré Doué (* 2005)

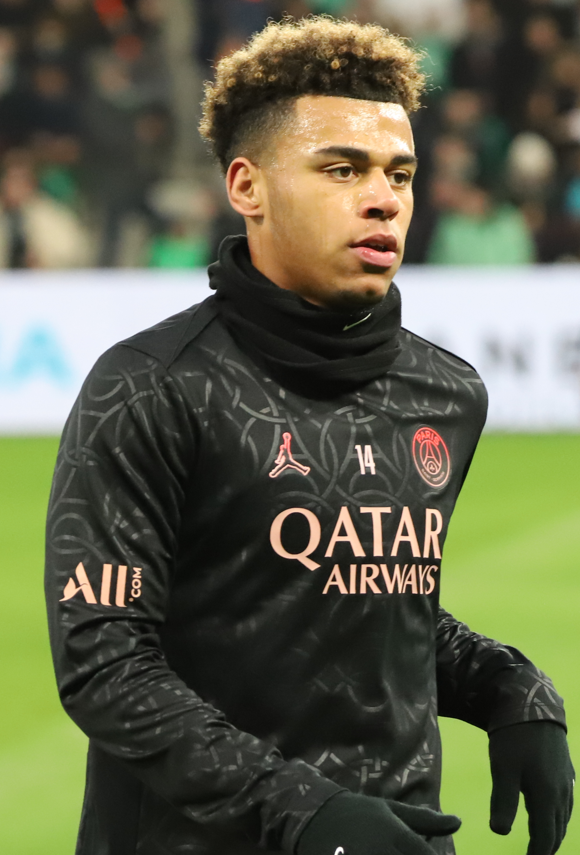
Désiré Doué (* 2005)

- Doué, Guéla (* 2002), französisch-ivorischer Fußballspieler
- Doué, Noumandiez (* 1970), ivorischer Fußballschiedsrichter
- Doueihi, Stephen Hector Youssef (1927–2014), libanesischer Geistlicher, Bischof von Saint Maron of Brooklyn
- Doueiri, Ziad (* 1963), libanesischer Filmregisseur und Drehbuchautor
- Douer, Alisa (* 1943), israelische Fotografin
- Douet, Danièle (* 1953), französische Schauspielerin und Synchronsprecherin

### Douf
- Doufexis, Stavros (1933–2024), griechischer Theaterregisseur
- Doufexis, Stella (1968–2015), deutsche Opern-, Lied und Konzertsängerin
- Douffet, Gérard (1594–1660), flämischer Maler
- Douffet, Heinrich (1934–2017), deutscher Politiker (CDU), MdV und Denkmalpfleger

### Doug
- Doug, Doug E. (* 1970), US-amerikanischer Schauspieler

#### Douga
- Dougall, Kenny (* 1993), australisch-thailändischer Fußballspieler
- Dougall, Robert (1913–1999), britischer Hörfunkjournalist (broadcaster)
- Dougan, Brady W. (* 1959), US-amerikanischer Bankmanager
- Dougan, Derek (1938–2007), nordirischer Fußballspieler
- Dougan, Francis (* 1972), schottischer römisch-katholischer Geistlicher, Bischof von Galloway
- Dougan, Jackie (1930–1973), britischer Jazzmusiker
- Dougan, John Mark (* 1976), US-amerikanischer Polizist
- Dougan, Rob (* 1969), australischer Musiker
- Dougan, Susan (* 1955), vincentische Generalgouverneurin (St. Vincent und die Grenadinen)
- Dougan, Vikki (* 1929), US-amerikanisches Model und SchauspielerinVikki Dougan (* 1929)

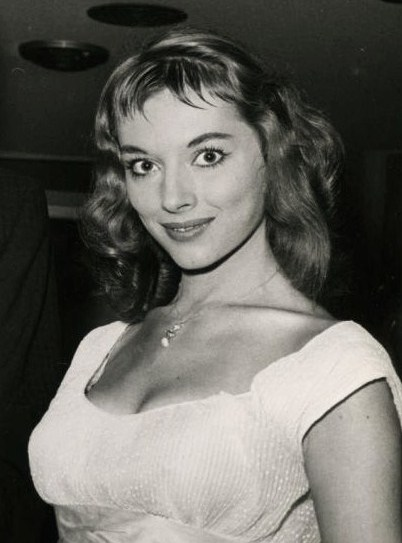
Vikki Dougan (* 1929)

- Dougaz, Aziz (* 1997), tunesischer Tennisspieler

#### Dougd
- DougDoug (* 1991), US-amerikanischer YouTuber, Twitch-Streamer, Hearthstone-Caster und -Produzent

#### Dough
- Dough, Jon (1962–2006), US-amerikanischer PornodarstellerJon Dough (1962–2006)

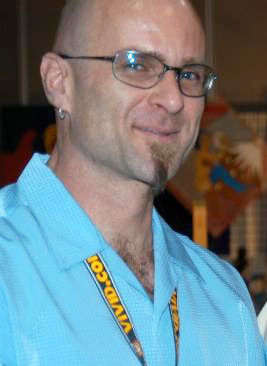
Jon Dough (1962–2006)

- Doughan, Sina (* 1987), deutsche Politikerin (Bündnis 90/Die Grünen), Sprecherin der Grünen Jugend
- Dougherty Howard, Meggie (* 1995), US-amerikanische Fußballspielerin
- Dougherty, Charles (1850–1915), US-amerikanischer Politiker
- Dougherty, Charles F. (* 1937), US-amerikanischer Politiker
- Dougherty, Denis Joseph (1865–1951), US-amerikanischer Geistlicher, Erzbischof von Philadelphia und Kardinal der römisch-katholischen Kirche
- Dougherty, Dennis A. (* 1952), US-amerikanischer Chemiker
- Dougherty, Eddie (1915–1994), US-amerikanischer Jazzmusiker
- Dougherty, Ellen (1844–1919), neuseeländische Krankenschwester und Apothekerin
- Dougherty, James (1921–2005), erster Ehemann von Marilyn Monroe
- Dougherty, John (1801–1879), US-amerikanischer Politiker
- Dougherty, John (1857–1905), US-amerikanischer Politiker
- Dougherty, John Joseph (1907–1986), US-amerikanischer Geistlicher
- Dougherty, John Martin (1932–2022), US-amerikanischer Geistlicher, römisch-katholischer Weihbischof in Scranton
- Dougherty, Joseph Patrick (1905–1970), US-amerikanischer Geistlicher, Bischof von Yakima
- Dougherty, Marian (* 1984), US-amerikanische Fußballspielerin
- Dougherty, Michael (* 1974), US-amerikanischer Regisseur und DrehbuchautorMichael Dougherty (* 1974)

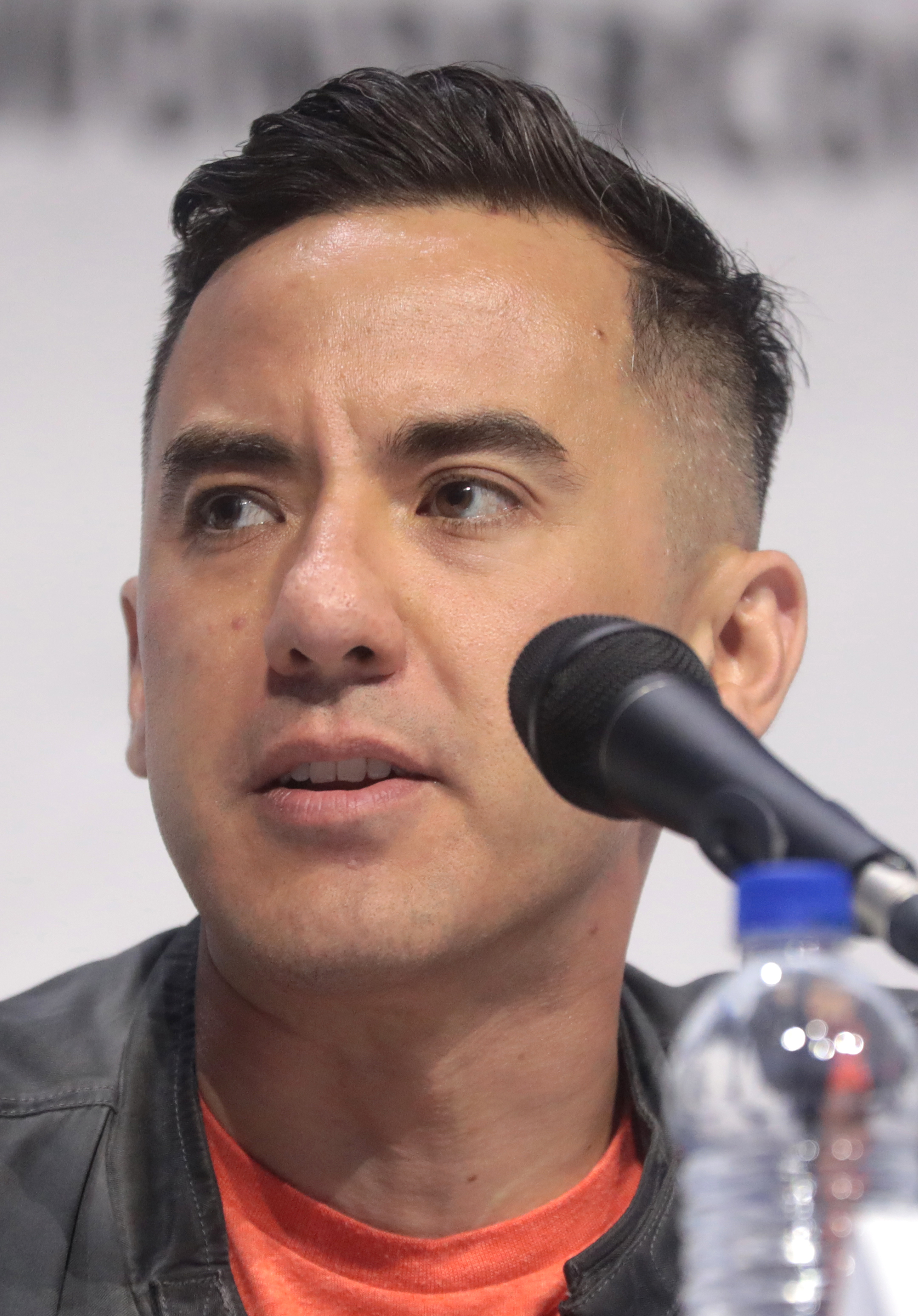
Michael Dougherty (* 1974)

- Dougherty, Michael V. (* 1973), US-amerikanischer Philosoph
- Dougherty, Michele (* 1962), südafrikanische Physikerin
- Dougherty, Nick (* 1982), englischer Golfsportler
- Dougherty, Patrick (1931–2010), australischer Geistlicher, Bischof von Bathurst
- Dougherty, Paul (1877–1947), US-amerikanischer Marinemaler
- Dougherty, Proctor L. (1873–1966), US-amerikanischer Politiker
- Dougherty, Randall (* 1961), US-amerikanischer Mathematiker
- Dougherty, Richard (1932–2016), US-amerikanischer Eishockeyspieler
- Dougherty, Russell E. (1920–2007), US-amerikanischer Offizier, General der US Air Force
- Dougherty, William (1932–2010), US-amerikanischer Politiker, Vizegouverneur von South Dakota
- Doughton, Robert L. (1863–1954), US-amerikanischer Politiker
- Doughton, Rufus A. (1857–1946), US-amerikanischer Politiker
- Doughty, Caitlin (* 1984), US-amerikanische Bestatterin, Autorin, Bloggerin und Akteurin bei YouTube
- Doughty, Charles Montagu (1843–1926), britischer Schriftsteller und Forschungsreisender
- Doughty, Drew (* 1989), kanadischer Eishockeyspieler
- Doughty, George (* 1918), britischer Komponist
- Doughty, Kenny (* 1975), britischer Schauspieler und RegisseurKenny Doughty (* 1975)

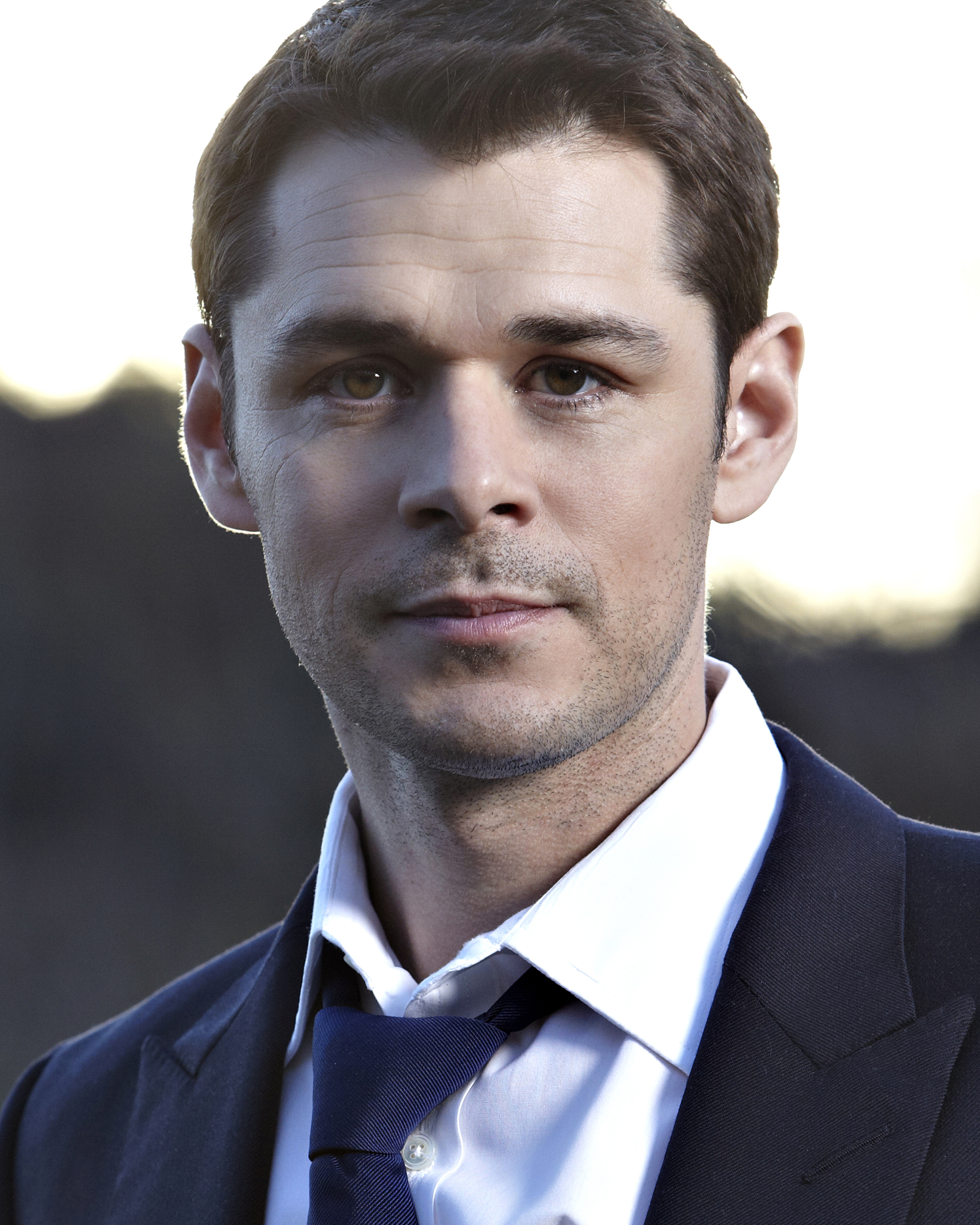
Kenny Doughty (* 1975)

- Doughty, Louise (* 1963), britische Autorin und Journalistin
- Doughty, Mike (* 1970), US-amerikanischer Sänger und Songwriter
- Doughty, Nigel (1957–2012), englischer Fußballfunktionär und Geschäftsmann
- Doughty, Paul (* 1965), kanadisch-australischer Herpetologe
- Doughty, Robert A. (* 1943), US-amerikanischer Brigadegeneral und Militärhistoriker
- Doughty, Stephen (* 1980), britischer Politiker
- Doughty, Thomas (1545–1578), englischer Soldat und Entdecker
- Doughty, Thomas (1793–1856), amerikanischer Maler
- Doughty, Yvonne (1927–2004), US-amerikanische Schauspielerin
- Doughty-Wylie, Charles (1868–1915), britischer Berufsoffizier und Diplomat

#### Dougla

##### Douglas
- Douglas (* 1987), brasilianischer Fußballspieler
- Douglas (* 1988), niederländisch-brasilianischer Fußballspieler
- Douglas (* 1990), brasilianischer Fußballspieler

###### Douglas A
- Douglas Augusto (* 1997), brasilianischer Fußballspieler

###### Douglas L
- Douglas Luiz (* 1998), brasilianischer FußballspielerDouglas Luiz (* 1998)

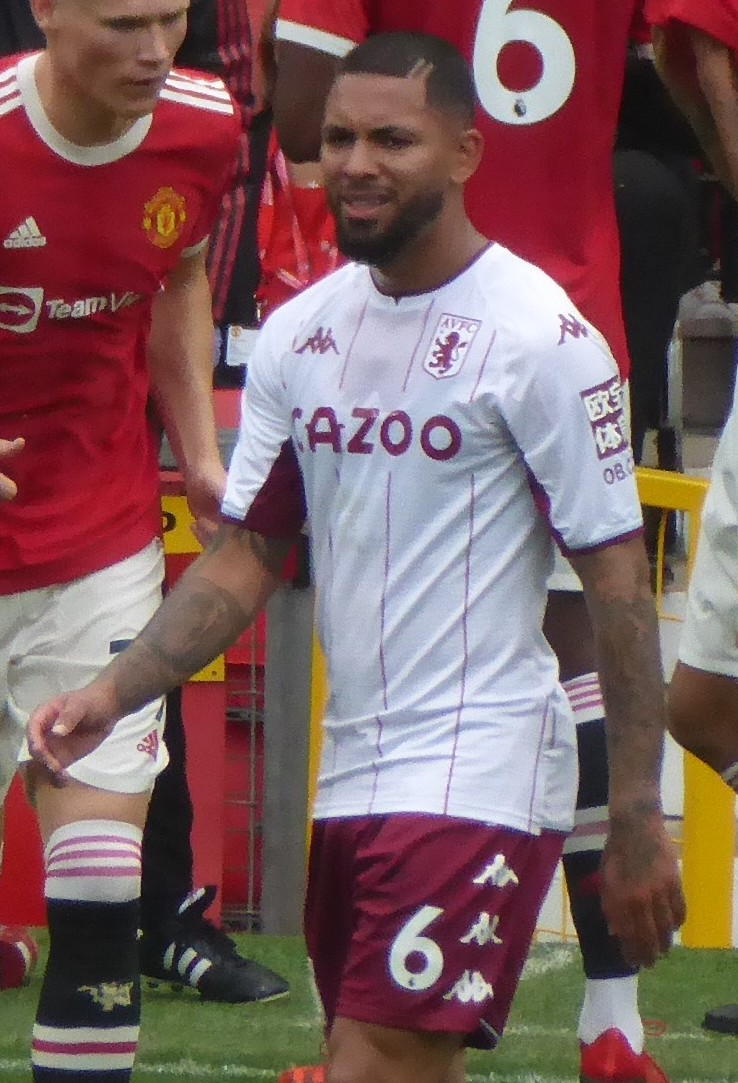
Douglas Luiz (* 1998)

###### Douglas O
- Douglas of Balvenie, John († 1463), schottischer Adliger
- Douglas of Broughton, John († 1732), britischer Politiker
- Douglas of Douglas, James († 1330), schottischer Adliger und Militär
- Douglas of Galloway, Margaret, schottische Adlige
- Douglas of Glenbervie, William († 1513), schottischer Adliger

###### Douglas S
- Douglas Smith, Katherine (* 1878), britische Suffragette

###### Douglas T
- Douglas Tanque (* 1993), brasilianischer Fußballspieler

###### Douglas,
- Douglas, Aaron (* 1971), kanadischer Schauspieler
- Douglas, Adye (1815–1906), australischer Politiker, Premierminister von Tasmanien
- Douglas, Alan (1931–2014), US-amerikanischer Musikproduzent und Tontechniker
- Douglas, Albert (1852–1935), US-amerikanischer Politiker
- Douglas, Alexander († 1718), schottischer Politiker, Mitglied des House of Commons
- Douglas, Alfred (1870–1945), englischer SchriftstellerAlfred Douglas (1870–1945)

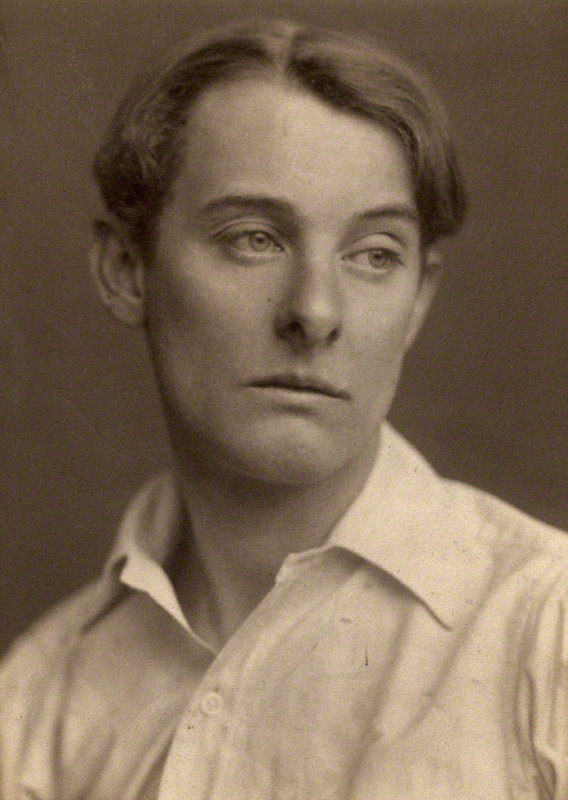
Alfred Douglas (1870–1945)

- Douglas, Andrew (* 1998), US-amerikanischer Squashspieler
- Douglas, Angela (* 1940), britische Schauspielerin
- Douglas, Ann (* 1942), US-amerikanische Amerikanistin
- Douglas, Anthony (* 1985), britischer Shorttracker
- Douglas, Antoine (* 1992), US-amerikanischer Boxer im Mittelgewicht
- Douglas, Archibald, schottischer Adliger
- Douglas, Archibald († 1333), schottischer Adliger und Militär
- Douglas, Archibald, 1. Duke of Douglas (1694–1761), schottischer Adliger
- Douglas, Archibald, 1. Earl of Forfar (1653–1712), schottischer Peer
- Douglas, Archibald, 1. Earl of Ormond († 1655), schottischer Adliger
- Douglas, Archibald, 3. Earl of Douglas, schottischer Adliger
- Douglas, Archibald, 4. Earl of Douglas († 1424), schottischer Adliger
- Douglas, Archibald, 5. Earl of Angus († 1514), schottischer Adeliger
- Douglas, Archibald, 5. Earl of Douglas (1390–1439), schottischer Adliger
- Douglas, Archibald, 6. Earl of Angus († 1557), schottischer AdligerArchibald Douglas, 6. Earl of Angus († 1557)

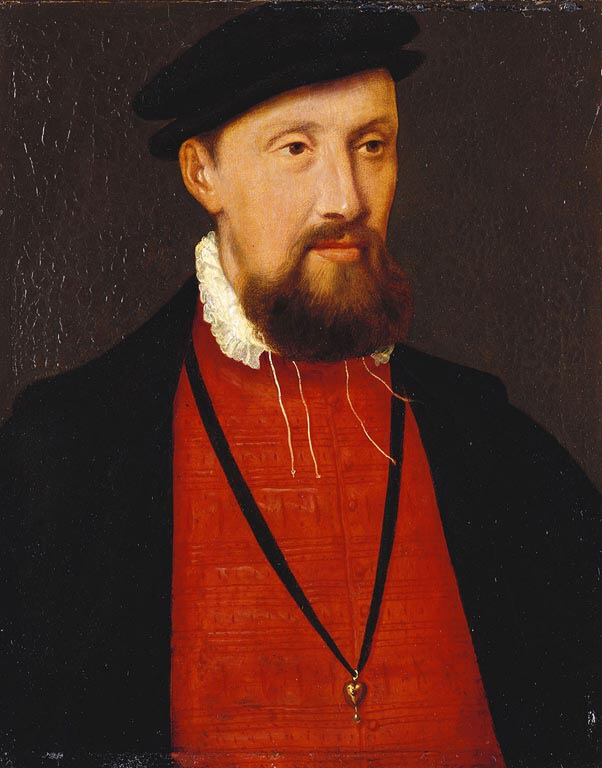
Archibald Douglas, 6. Earl of Angus († 1557)

- Douglas, Archibald, 8. Earl of Angus († 1588), schottischer Adliger
- Douglas, Archibald, Earl of Moray († 1455), schottischer Adliger
- Douglas, Barry (* 1960), nordirischer Pianist
- Douglas, Barry (* 1989), schottischer Fußballspieler
- Douglas, Benjamin (1816–1891), US-amerikanischer Politiker
- Douglas, Beverly B. (1822–1878), US-amerikanischer Politiker
- Douglas, Blak (* 1970), australischer Maler und Musiker
- Douglas, Bob (1882–1979), US-amerikanischer Sportfunktionär, westindischer Immigrant, Unternehmer, Gründer der New York Renaissance
- Douglas, Boots, US-amerikanischer Jazz-Musiker
- Douglas, Brice († 1222), schottischer Geistlicher, römisch-katholischer Bischof von Moray
- Douglas, Bryan (* 1934), englischer Fußballspieler
- Douglas, Caimin (* 1977), niederländischer Sprinter
- Douglas, Cameron (* 1978), US-amerikanischer FilmschauspielerCameron Douglas (* 1978)

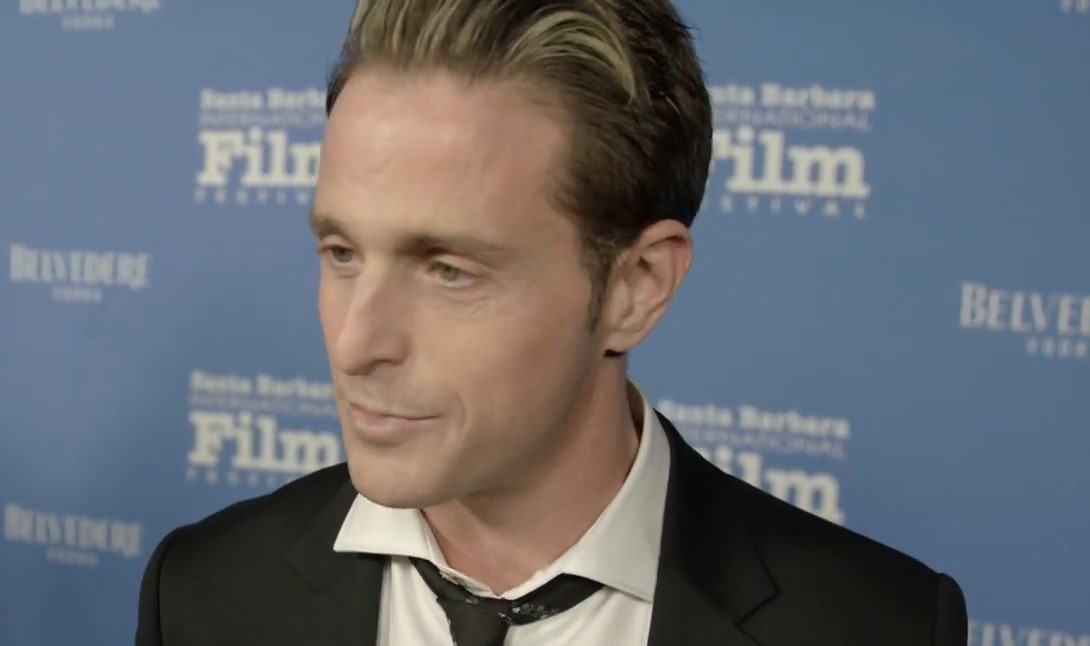
Cameron Douglas (* 1978)

- Douglas, Carl (* 1942), jamaikanischer Sänger
- Douglas, Carol (* 1948), US-amerikanische Soul- und Disco-Sängerin
- Douglas, Carole Nelson (1944–2021), US-amerikanische Autorin
- Douglas, Catherine, Duchess of Queensberry (1701–1777), britische Adlige
- Douglas, Charles (1850–1914), britischer General, Chef des Imperialen Generalstabs
- Douglas, Charles, 3. Duke of Queensberry (1698–1778), schottisch-britischer Adliger
- Douglas, Chris (* 1974), US-amerikanischer Musiker und DJ
- Douglas, Chris (* 1997), australischer Hürdenläufer
- Douglas, Christian (* 1978), deutscher Politiker (AfD)
- Douglas, Christoph Graf (1948–2016), deutscher Kunsthistoriker und Auktionator
- Douglas, Chuck (* 1942), US-amerikanischer Politiker
- Douglas, Claire, britische Schriftstellerin
- Douglas, Clare (1944–2017), britische Filmeditorin
- Douglas, Clementine (* 1991), britische Sängerin und Songwriterin aus Brimingham
- Douglas, Clifford Hugh (1879–1952), britischer Wirtschaftstheoretiker, Ingenieur
- Douglas, Clive (1903–1977), australischer Komponist, Musiker und Dirigent
- Douglas, Craig (* 1941), britischer Popsänger
- Douglas, D. C. (* 1966), US-amerikanischer Schauspieler und Synchronsprecher
- Douglas, Darrian, US-amerikanischer Jazzmusiker (Schlagzeug) des Modern Jazz
- Douglas, Dave (* 1963), US-amerikanischer Jazz-Trompeter und Komponist
- Douglas, David (1799–1834), britischer Gärtner, Botaniker, Pflanzenjäger
- Douglas, David (* 1947), australischer Ruderer
- Douglas, David C. (1898–1982), britischer Historiker
- Douglas, David, 12. Marquess of Queensberry (* 1929), schottischer Peer und Politiker (parteilos)
- Douglas, David, 7. Earl of Angus († 1557), schottischer Adliger
- Douglas, Denzil (* 1953), Politiker, Ministerpräsident von St. Kitts und Nevis
- Douglas, Desmond (* 1955), englischer Tischtennisspieler
- Douglas, Dezron (* 1981), US-amerikanischer Jazzmusiker (Kontrabass, Komposition)
- Douglas, Diane, US-amerikanische Politikerin
- Douglas, Donald (1905–1945), britischer Schauspieler
- Douglas, Donald (1917–2004), US-amerikanischer Segler und Flugzeugbauer
- Douglas, Donald Wills (1892–1981), US-amerikanischer Flugzeugbauer
- Douglas, Donna (1932–2015), US-amerikanische Schauspielerin, Sängerin, Immobilienmaklerin, Rednerin und Buchautorin
- Douglas, Dunbar, 6. Earl of Selkirk (1809–1885), britischer Peer und Politiker
- Douglas, Duncan (* 1965), US-amerikanischer Biathlet
- Douglas, Eliza (* 1984), amerikanische Malerin, Konzeptkünstlerin, Musikerin und Performerin
- Douglas, Ellen (1921–2012), US-amerikanische Schriftstellerin
- Douglas, Ellie (* 2000), US-amerikanische Tennisspielerin
- Douglas, Emily Taft (1899–1994), US-amerikanische Politikerin
- Douglas, Emory (* 1943), US-amerikanischer politischer Künstler und Aktivist der Black Panther Party
- Douglas, Everett (1902–1967), US-amerikanischer Filmeditor
- Douglas, Ewan (1922–1999), britischer Hammerwerfer
- Douglas, Francis (1847–1865), britischer BergsteigerFrancis Douglas (1847–1865)

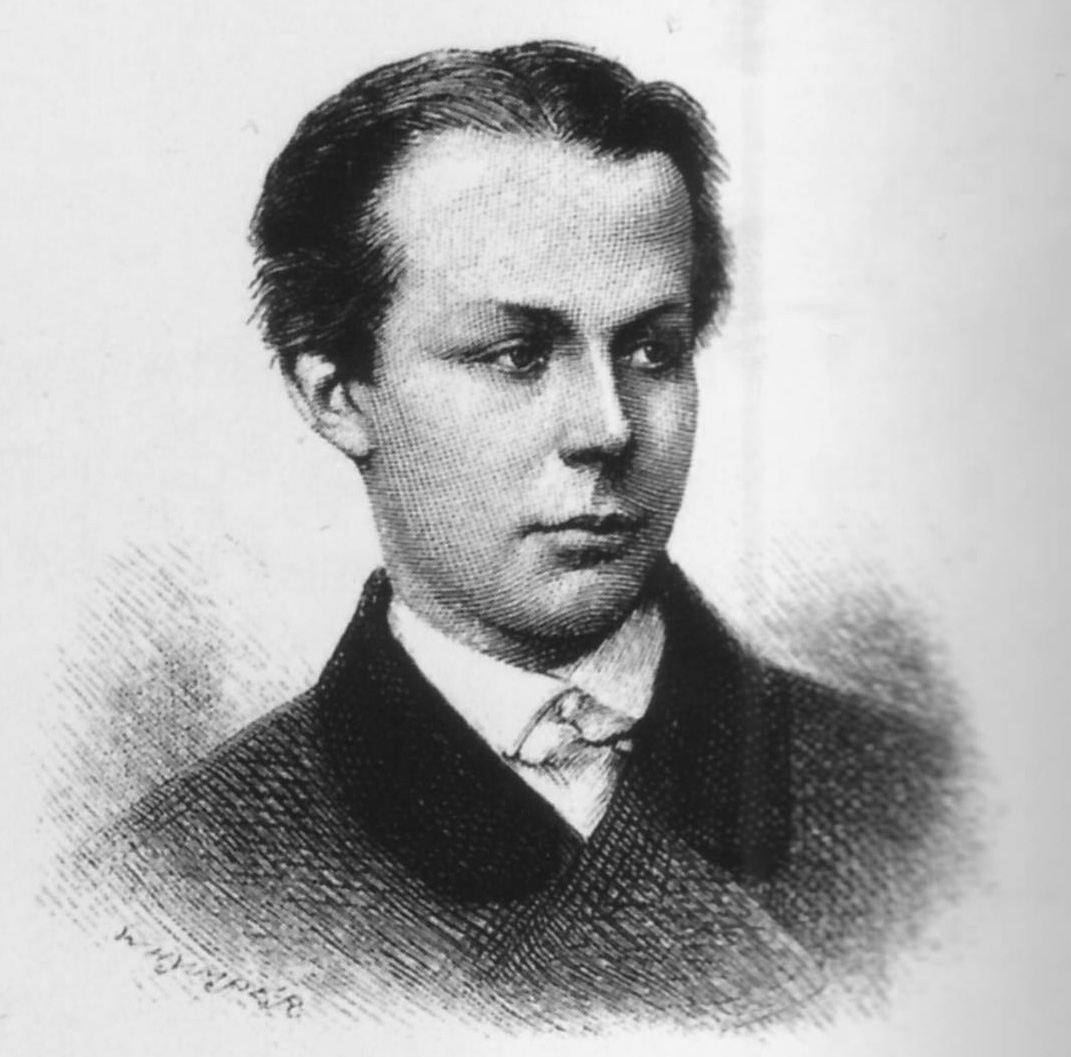
Francis Douglas (1847–1865)

- Douglas, Francis, Viscount Drumlanrig (1867–1894), britischer Adliger
- Douglas, Franky (* 1948), niederländischer Jazz-Gitarrist
- Douglas, Fred J. (1869–1949), US-amerikanischer Politiker
- Douglas, Gabrielle (* 1995), US-amerikanische TurnerinGabrielle Douglas (* 1995)

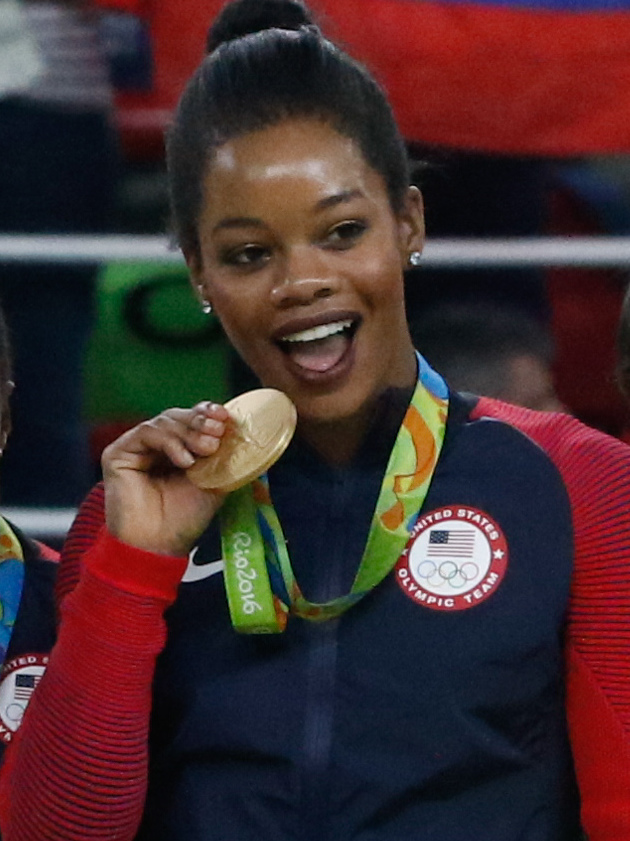
Gabrielle Douglas (* 1995)

- Douglas, Gavin († 1522), schottischer Dichter und Bischof von Dunkeld
- Douglas, George, 1. Earl of Angus, schottischer Adliger
- Douglas, George, 1. Earl of Dunbarton (1635–1692), schottischer Adliger und Militär
- Douglas, George, 13. Earl of Morton (1662–1738), schottischer Adliger und Politiker
- Douglas, George, 4. Earl of Angus († 1462), schottischer Adeliger aus der Familie Douglas
- Douglas, Gordon (1907–1993), US-amerikanischer Filmregisseur
- Douglas, Guillermo (1909–1967), uruguayischer Ruderer
- Douglas, Gustaf (1938–2023), schwedischer Unternehmer
- Douglas, Gustav Otto (1687–1771), russischer General und Gouverneur
- Douglas, Haldane (1892–1980), US-amerikanischer Artdirector und Szenenbildner
- Douglas, Herb (1922–2023), US-amerikanischer Weitspringer
- Douglas, Hima, Politiker und Diplomat von Niue
- Douglas, Hubert (1907–1977), kanadischer Skilangläufer
- Douglas, Hugh († 1289), schottischer Adliger
- Douglas, Hugh (1294–1347), schottischer Adliger
- Douglas, Hugh, 1. Earl of Ormond, schottischer Adliger
- Douglas, Hugo Sholto Oskar Georg von (1837–1912), deutscher Industrieller
- Douglas, Illeana (* 1965), US-amerikanische Schauspielerin
- Douglas, Isabel, 11. Countess of Mar († 1408), schottische Adlige
- Douglas, Jack, US-amerikanischer Musikproduzent und Tontechniker
- Douglas, Jack (1927–2008), britischer Schauspieler
- Douglas, Jackson (* 1969), US-amerikanischer Schauspieler, Regisseur, Produzent und Drehbuchautor
- Douglas, Jahméne (* 1991), britischer Popsänger
- Douglas, James (1675–1742), britischer Anatom und Chirurg
- Douglas, James (1803–1877), Gouverneur von Vancouver Island und British Columbia
- Douglas, James (1929–2016), US-amerikanischer Schauspieler und Sänger
- Douglas, James (* 1960), US-amerikanischer BoxerJames Douglas (* 1960)

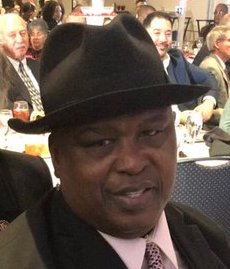
James Douglas (* 1960)

- Douglas, James H. junior (1899–1988), US-amerikanischer Politiker
- Douglas, James, 1. Baronet (1639–1708), schottischer Adliger
- Douglas, James, 1. Baronet (1703–1787), schottischer Offizier und Politiker, Mitglied des House of Commons
- Douglas, James, 14. Earl of Morton (1702–1768), schottischer Adliger und Naturwissenschaftler
- Douglas, James, 2. Duke of Queensberry (1672–1711), schottischer Adliger und Politiker
- Douglas, James, 2. Earl of Douglas († 1388), schottischer Adeliger
- Douglas, James, 2. Marquess of Douglas (1646–1700), schottischer Adliger und Politiker
- Douglas, James, 3. Earl of Angus († 1446), schottischer Adeliger
- Douglas, James, 3. Earl of Morton († 1548), schottischer Adliger
- Douglas, James, 4. Earl of Morton (1525–1581), Lordkanzler und Unterstützer Maria Stuarts
- Douglas, James, 5. Earl of Buchan († 1601), schottischer Adeliger
- Douglas, James, 7. Earl of Douglas (1371–1443), schottischer Adliger
- Douglas, James, 9. Earl of Douglas († 1491), schottischer Adliger
- Douglas, Jerry (* 1956), US-amerikanischer Country-Musiker und Produzent
- Douglas, Jesse (1897–1965), US-amerikanischer Mathematiker
- Douglas, Jim (* 1951), US-amerikanischer Politiker
- Douglas, Jim Jr. (1927–2016), US-amerikanischer Mathematiker
- Douglas, Joanna (* 1983), kanadische Schauspielerin
- Douglas, Joel (* 1947), US-amerikanischer Filmproduzent
- Douglas, John (1817–1887), britischer General
- Douglas, John (1830–1911), englischer Architekt
- Douglas, John E. (* 1945), US-amerikanischer Kriminalist und Publizist
- Douglas, John William (1814–1905), britischer Entomologe
- Douglas, John, 21. Earl of Morton (1927–2016), schottischer Peer und Landbesitzer
- Douglas, John, 9. Marquess of Queensberry (1844–1900), schottischer Adliger
- Douglas, Johnny (1882–1930), britischer Boxer und Cricketspieler
- Douglas, Johnny (1920–2003), britischer Komponist und Musikarrangeur
- Douglas, Jonathan (* 1981), irischer Fußballspieler
- Douglas, Jordy (* 1958), kanadischer Eishockeyspieler
- Douglas, Katie (* 1979), US-amerikanische Basketballspielerin
- Douglas, Katie (* 1998), kanadische SchauspielerinKatie Douglas (* 1998)

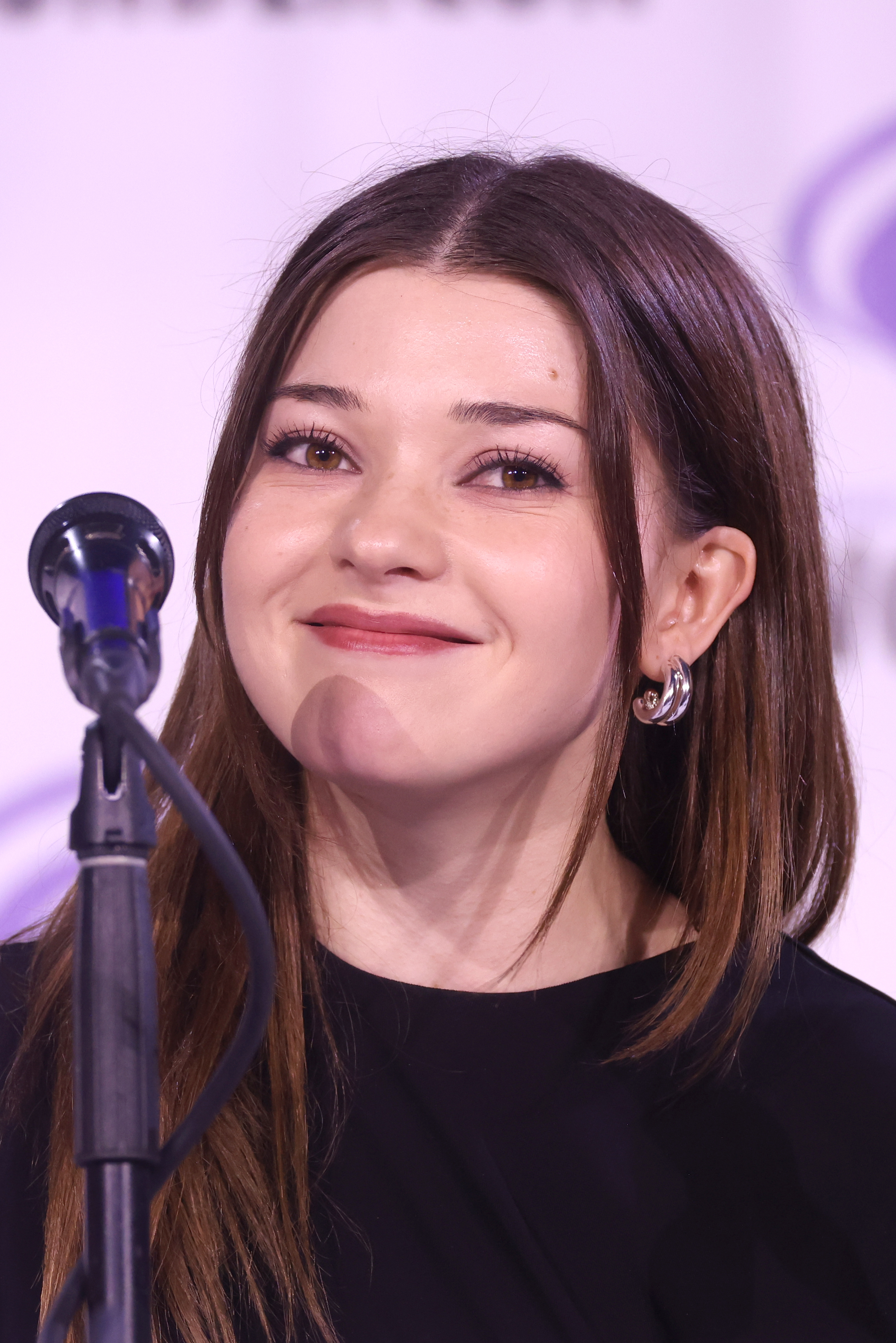
Katie Douglas (* 1998)

- Douglas, Katya, britisch-polnische Schauspielerin
- Douglas, Kenneth, 1. Baronet (1754–1833), britischer General
- Douglas, Kent (1936–2009), kanadischer Eishockeyspieler und -trainer
- Douglas, Kirk (1916–2020), US-amerikanischer Schauspieler und SchriftstellerKirk Douglas (1916–2020)

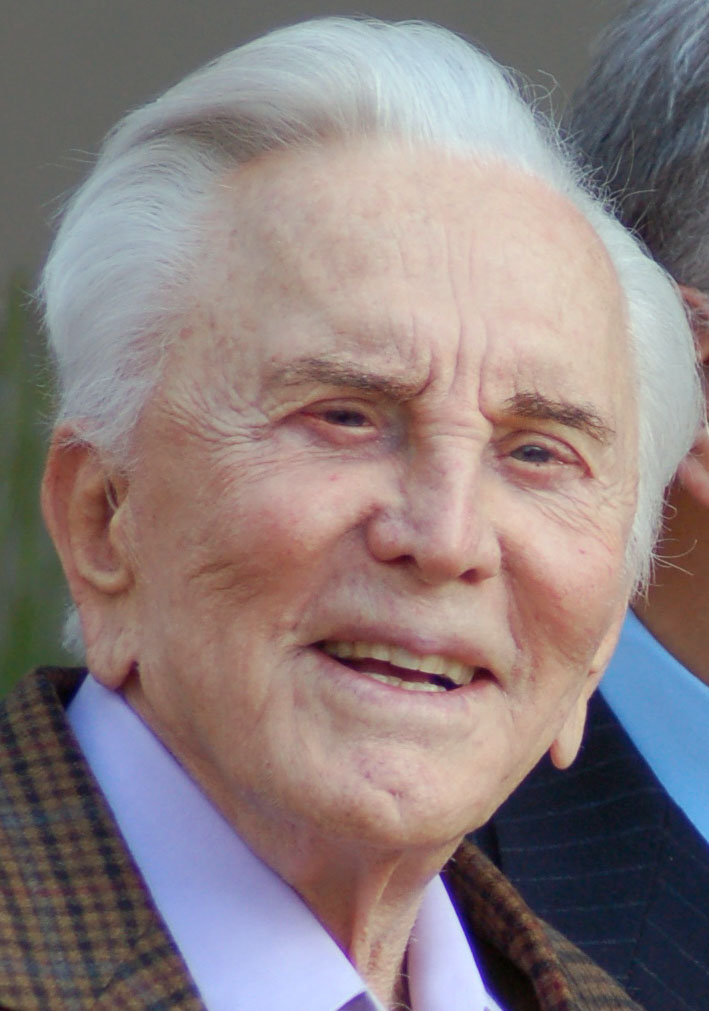
Kirk Douglas (1916–2020)

- Douglas, Lawrence (* 1959), US-amerikanischer Rechtswissenschaftler und Hochschullehrer
- Douglas, Lew (1912–1997), US-amerikanischer Arrangeur, Musikproduzent und Songwriter
- Douglas, Lewis Williams (1894–1974), US-amerikanischer Politiker
- Douglas, Lloyd C. (1877–1951), US-amerikanischer Priester und Autor
- Douglas, Louis (1889–1939), US-amerikanischer Tänzer und Schauspieler
- Douglas, Malcolm (1941–2010), australischer Tierfilmer
- Douglas, Margaret (1515–1578), britische Adlige, Nichte König Heinrichs VIII. von England und Großmutter König Jakobs I. von England
- Douglas, Mary (1921–2007), britische Sozialanthropologin
- Douglas, Mary, 6. Countess of Buchan († 1628), schottische Adelige
- Douglas, Melvin (* 1963), US-amerikanischer Ringer
- Douglas, Melvyn (1901–1981), US-amerikanischer Schauspieler
- Douglas, Michael (1940–1992), dominicanischer Politiker
- Douglas, Michael (* 1944), US-amerikanischer Schauspieler und ProduzentMichael Douglas (* 1944)

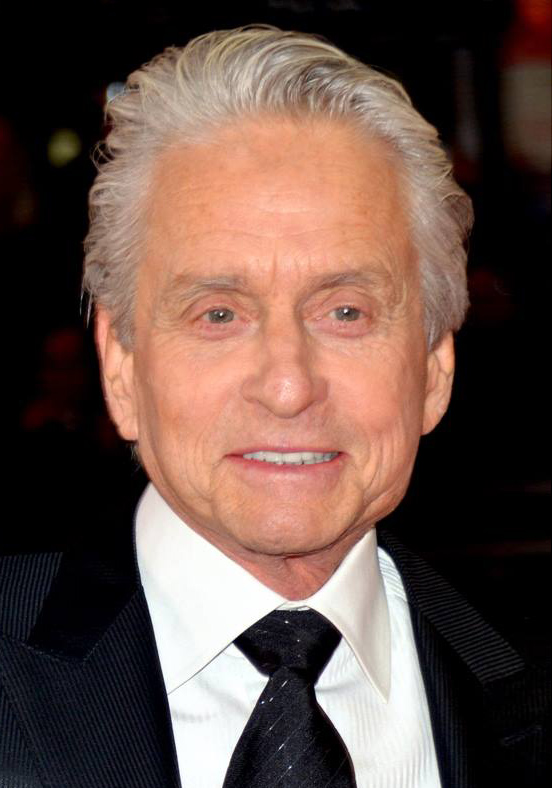
Michael Douglas (* 1944)

- Douglas, Michael (* 1971), kanadischer Skeletonpilot
- Douglas, Michael R. (* 1961), US-amerikanischer Physiker
- Douglas, Michelle (* 1985), schottische Badmintonspielerin
- Douglas, Mike (1921–2006), US-amerikanischer Schauspieler
- Douglas, Montell (* 1986), britische Sprinterin
- Douglas, Nathan (* 1982), britischer Dreispringer
- Douglas, Norman (1868–1952), schottischer Schriftsteller
- Douglas, Paul (1907–1959), US-amerikanischer Schauspieler
- Douglas, Paul Howard (1892–1976), US-amerikanischer Wirtschaftswissenschaftler und Politiker
- Douglas, Pavel (* 1951), Schauspieler
- Douglas, Philip, US-amerikanischer Biathlet
- Douglas, Phyllis (1936–2010), US-amerikanische Schauspielerin
- Douglas, Pierre (* 1941), französischer Komiker, Schauspieler und Sänger
- Douglas, R. Gordon (* 1934), US-amerikanischer Mediziner
- Douglas, Rasul (* 1995), US-amerikanischer American-Football-Spieler
- Douglas, Robert (1515–1547), schottischer Ritter
- Douglas, Robert (1611–1662), schottisch-schwedischer Feldmarschall
- Douglas, Robert († 1745), schottischer Politiker, Mitglied des House of Commons und Offizier
- Douglas, Robert (1909–1999), britischer Schauspieler mit Nachkriegskarriere als Edelschurke in Hollywood
- Douglas, Robert John Wilson (1920–1979), kanadischer Geologe (Erdölgeologie, Sedimentologie, Stratigraphie, Tektonik)
- Douglas, Robert Percy (1805–1891), britischer Adliger, General und Kolonialgouverneur
- Douglas, Robert, 1. Viscount of Belhaven († 1639), schottischer Adliger, Höfling und Politiker
- Douglas, Robert, 12. Earl of Morton († 1730), schottischer Adliger
- Douglas, Roger (* 1937), neuseeländischer Politiker
- Douglas, Ronald G. (1938–2018), US-amerikanischer Mathematiker
- Douglas, Rosie (1941–2000), dominicanischer Politiker
- Douglas, Rowley (* 1977), britischer Ruderer
- Douglas, Sam (* 1957), britisch-US-amerikanischer Schauspieler
- Douglas, Sandra (* 1967), britische Sprinterin
- Douglas, Sarah (* 1952), britische SchauspielerinSarah Douglas (* 1952)

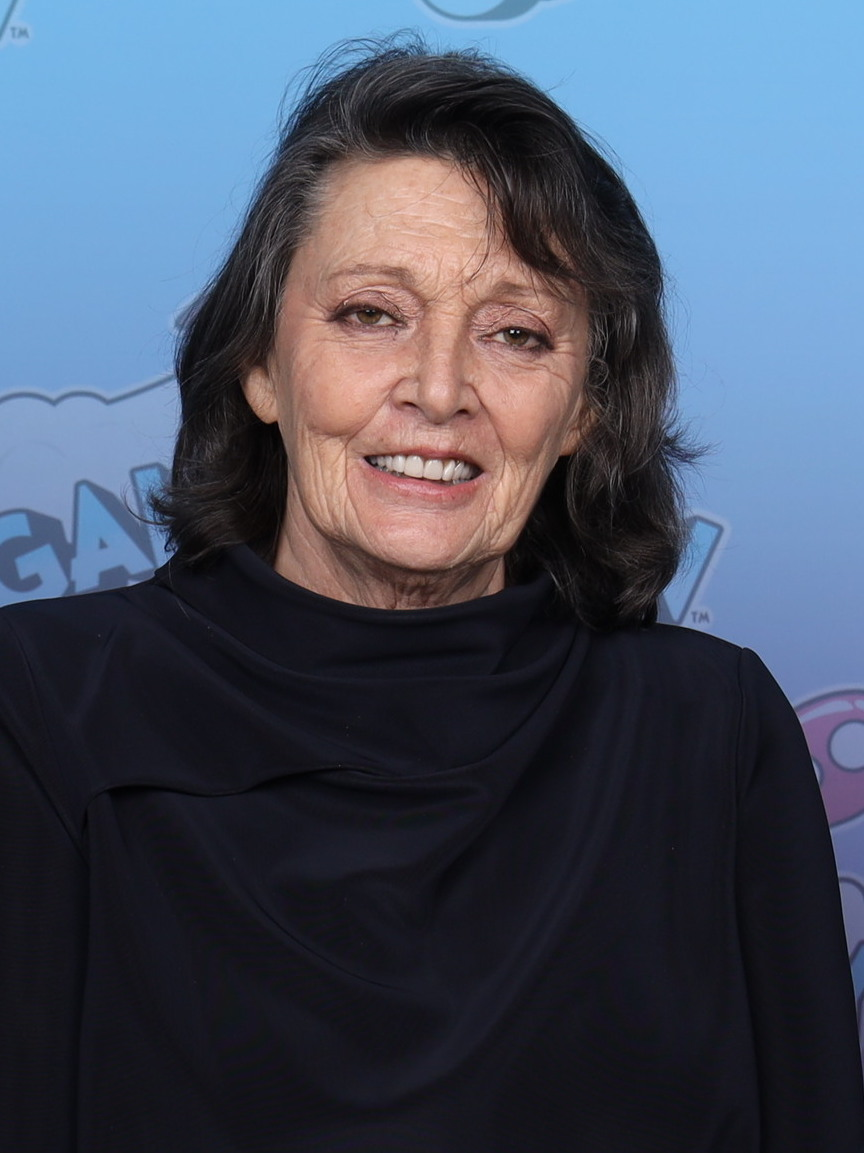
Sarah Douglas (* 1952)

- Douglas, Sattira (1840–1895), US-amerikanische Abolitionistin und Lehrerin
- Douglas, Scott (* 1963), US-amerikanischer Rollstuhltennisspieler
- Douglas, Sean (* 1972), neuseeländischer Fußballspieler
- Douglas, Shane (* 1964), US-amerikanischer Wrestler
- Douglas, Shavon (* 1979), Fußballspieler von St. Kitts und Nevis
- Douglas, Shirley (1934–2020), kanadische Schauspielerin
- Douglas, Sholto, 1. Baron Douglas of Kirtleside (1893–1969), britischer Offizier, zuletzt Marshal of the Royal Air Force
- Douglas, Sir Albert (* 1945), britischer Musiker
- Douglas, Stan (* 1960), kanadischer Künstler
- Douglas, Stephen A. (1813–1861), US-amerikanischer Politiker
- Douglas, Steve (1938–1993), US-amerikanischer Session-Saxophonist
- Douglas, Susan J. (* 1950), amerikanische Medienwissenschaftlerin
- Douglas, Terrence (* 2001), niederländischer Fußballspieler
- Douglas, Thomas (* 1972), deutsch-britischer Film- und Theaterschauspieler
- Douglas, Thomas, 5. Earl of Selkirk (1771–1820), schottischer Philanthrop
- Douglas, Tom, US-amerikanischer Country-Musiker und Songwriter
- Douglas, Tommy (1904–1986), kanadischer PolitikerTommy Douglas (1904–1986)

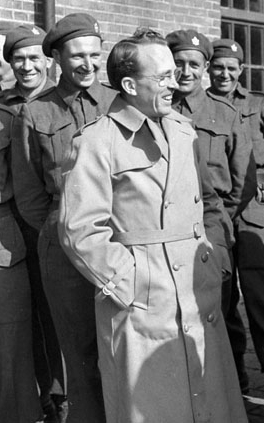
Tommy Douglas (1904–1986)

- Douglas, Tommy (1911–1965), US-amerikanischer Bandleader, Saxophonist und Klarinettist
- Douglas, Toney (* 1986), US-amerikanischer Basketballspieler
- Douglas, Troy (* 1962), niederländischer Sprinter
- Douglas, Walter (1861–1912), US-amerikanischer Unternehmer und Industrieller
- Douglas, Wilhelm von (1849–1908), deutscher Gutsbesitzer und Politiker, MdR
- Douglas, William, schottischer Adliger
- Douglas, William († 1333), schottischer Adliger
- Douglas, William, schottischer Adliger
- Douglas, William († 1298), schottischer Adliger
- Douglas, William H. (1853–1944), US-amerikanischer Politiker
- Douglas, William Lewis (1845–1924), US-amerikanischer Politiker
- Douglas, William O. (1898–1980), US-amerikanischer Jurist, Richter am US Supreme Court
- Douglas, William, 1. Duke of Queensberry (1637–1695), schottischer Adliger
- Douglas, William, 1. Earl of Douglas († 1384), schottischer Adliger
- Douglas, William, 1. Earl of March († 1705), schottischer Adliger
- Douglas, William, 1. Marquess of Douglas (1589–1660), schottischer Adliger
- Douglas, William, 10. Earl of Angus (1552–1611), schottischer Adliger
- Douglas, William, 2. Earl of Angus († 1437), schottischer Adliger
- Douglas, William, 2. Earl of March († 1731), schottisch-britischer Adliger
- Douglas, William, 4. Baronet († 1783), britischer Adliger und Politiker
- Douglas, William, 4. Duke of Queensberry (1725–1810), schottisch-britischer Peer und Politiker
- Douglas, William, 6. Earl of Douglas († 1440), schottischer Adliger, Earl of Douglas, Herzog von Touraine
- Douglas, William, 6. Earl of Morton (1540–1606), schottischer Adliger
- Douglas, William, 7. Earl of Morton (1582–1648), schottischer Adliger
- Douglas, William, 8. Earl of Douglas († 1452), schottischer Adliger
- Douglas, William, 9. Earl of Angus († 1591), schottischer Adliger
- Douglas, William, Lord of Liddesdale († 1353), schottischer Magnat und Militär

###### Douglas-H
- Douglas-Hamilton, Alexander, 16. Duke of Hamilton (* 1978), britischer Adliger und Premier Peer of Scotland
- Douglas-Hamilton, Alfred, 13. Duke of Hamilton (1862–1940), schottischer Adliger
- Douglas-Hamilton, Angus, 15. Duke of Hamilton (1938–2010), britischer Peer und Politiker
- Douglas-Hamilton, Charles, 7. Earl of Selkirk (1847–1886), britischer Adliger und Offizier
- Douglas-Hamilton, Douglas, 14. Duke of Hamilton (1903–1973), schottischer Adliger und Luftfahrtpionier
- Douglas-Hamilton, Frederick Robert Vere (1843–1917), schottischer Ingenieur
- Douglas-Hamilton, George, 10. Earl of Selkirk (1906–1994), britischer Politiker
- Douglas-Hamilton, Iain (* 1942), britischer Umweltschützer und Dokumentarfilmer
- Douglas-Hamilton, James, Baron Selkirk of Douglas (1942–2023), schottischer Politiker, Mitglied des House of Commons
- Douglas-Hamilton, Saba (* 1970), kenianische Naturschützerin und Dokumentarfilmerin
- Douglas-Hamilton, William, Duke of Hamilton (1634–1694), schottischer Adliger
- Douglas-Hill, Otto Douglas (1897–1972), deutscher Bildhauer und Keramiker
- Douglas-Home, Alec (1903–1995), britischer Politiker und Premierminister (1963–1964)Alec Douglas-Home (1903–1995)

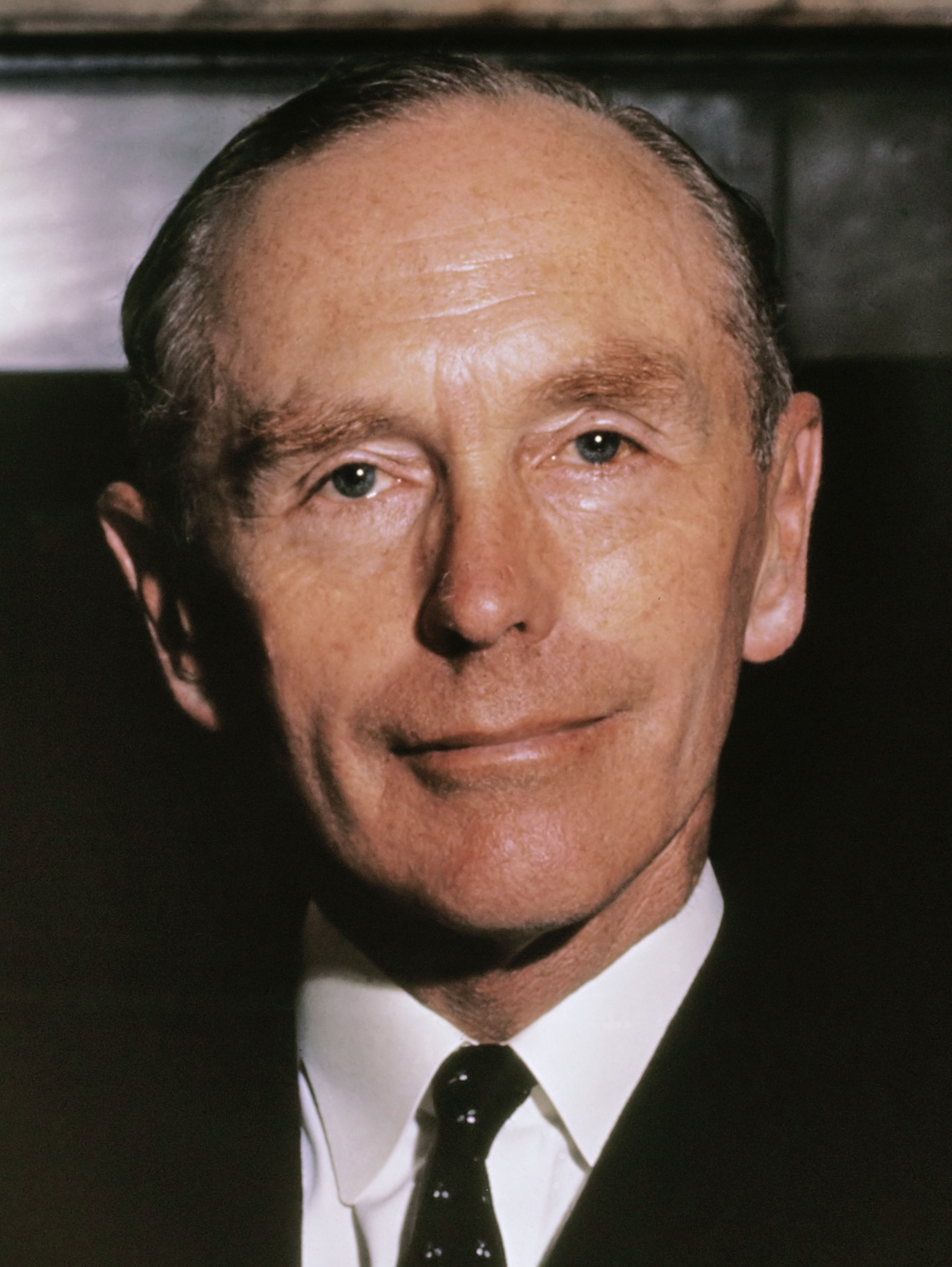
Alec Douglas-Home (1903–1995)

- Douglas-Home, David, 15. Earl of Home (1943–2022), britischer Unternehmer und Mitglied des Oberhauses
- Douglas-Home, James, 28. Baron Dacre (1952–2014), englischer Adliger
- Douglas-Home, Mark (* 1951), britischer Schriftsteller
- Douglas-Home, Rachel, 27. Baroness Dacre (1929–2012), britische Politikerin (Labour Party)

###### Douglas-P
- Douglas-Pennant, Edward, 1. Baron Penrhyn (1800–1886), britischer Adliger und Politiker

###### Douglas-R
- Douglas-Roberts, Chris (* 1987), amerikanischer Basketballspieler

###### Douglas-S
- Douglas-Scott-Montagu, Edward, 3. Baron Montagu of Beaulieu (1926–2015), britischer Politiker (Conservative Party) und Peer

###### Douglass
- Douglass, Andrew Ellicott (1867–1962), US-amerikanischer Astronom
- Douglass, Bill (1923–1994), US-amerikanischer Jazz-Schlagzeuger
- Douglass, Bill (* 1945), US-amerikanischer Jazzmusiker und Komponist
- Douglass, Donald McNutt (1899–1971), US-amerikanischer Architekt im Hauptberuf und Krimi-Autor
- Douglass, Earl (1862–1931), US-amerikanischer Paläontologe
- Douglass, Frederick († 1895), US-amerikanischer Abolitionist und SchriftstellerFrederick Douglass († 1895)

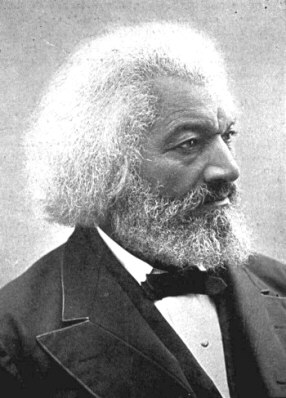
Frederick Douglass († 1895)

- Douglass, Harry, Baron Douglass of Cleveland (1902–1978), britischer Gewerkschaftsfunktionär
- Douglass, Helen Pitts (1838–1903), US-amerikanische Lehrerin und Frauenrechtlerin
- Douglass, James Nicholas (1826–1898), englischer Ingenieur
- Douglass, John 14. Laird of Tilquhillie (1803–1870), schottischer Textilfabrikant in Österreich
- Douglass, John J. (1873–1939), US-amerikanischer Politiker
- Douglass, John Sholto (1838–1874), österreichischer Fabrikant und Heimatforscher
- Douglass, John Watkinson (1827–1909), US-amerikanischer Politiker
- Douglass, Joseph (1871–1935), amerikanischer Violinist
- Douglass, Kate (* 2001), US-amerikanische Schwimmerin
- Douglass, Kathrin (* 1970), deutsche Autorin für christliche Kinder-CDs
- Douglass, Klaus (* 1958), deutscher Theologe
- Douglass, Leon Forrest (1869–1940), amerikanischer Erfinder und Führungskraft in der Musik- und Filmindustrie
- Douglass, Neria (* 1952), US-amerikanische Anwältin und Politikerin
- Douglass, Paul F. (1904–1988), US-amerikanischer Jurist, Politikwissenschaftler, Pastor, Journalist und Politiker (Republicans)
- Douglass, Rosetta (1839–1906), US-amerikanische Lehrerin und AktivistinRosetta Douglass (1839–1906)

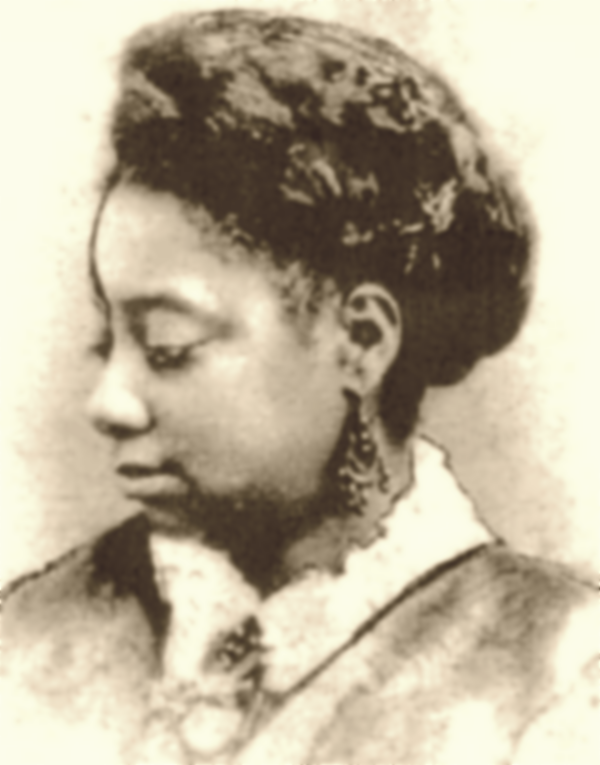
Rosetta Douglass (1839–1906)

- Douglass, Sara (1957–2011), australische Autorin von Fantasy-Romanen
- Douglass, William (1831–1923), englischer Ingenieur
- Douglass-Ishizaka, Kimiko (* 1976), deutsche Pianistin, ehemalige deutsche Vizemeisterin im Kraftdreikampf und Gewichtheberin

#### Dougn
- Dougnac, France (1951–2018), französische Schauspielerin

#### Dougr
- Dougray, Tom, schottischer Fußballschiedsrichter

### Douh
- Douhal, Pawal (* 1975), belarussischer Pentathlet
- Douhaljonok, Dsmitryj (* 1971), belarussischer Kanute
- Douhan, Alena (* 1979), belarussische Juristin und UN-Sonderberichterstatterin
- Douhet, Giulio (1869–1930), italienischer General und LuftmachtstrategeGiulio Douhet (1869–1930)

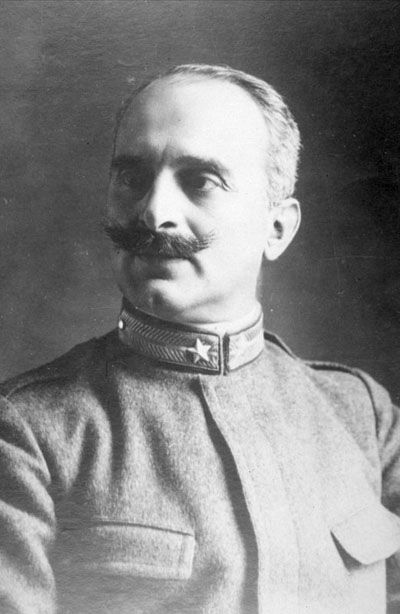
Giulio Douhet (1869–1930)

- Douhou, Ahmed (* 1976), französischer Sprinter ivorischer Herkunft

### Doui
- Douibi, Christelle Laura (* 1985), französisch-algerische Skirennläuferin
- Douillet, David (* 1969), französischer Judoka
- Douillet, Ionnah (* 2007), beninische Schwimmerin
- Douillet, Joseph (1878–1954), belgischer Diplomat
- Douis, Yvon (1935–2021), französischer Fußballspieler

### Douj
- Doujak, Ines (* 1959), österreichische Künstlerin
- Doujat, Jean (1609–1688), französischer Rechtswissenschaftler, Schriftsteller, Romanist, Hispanist und Provenzalist
- Doujenis, Daniel (* 1964), griechisch-österreichischer Schauspieler, Theaterregisseur und Rezitator

### Douk
- Douka, Maro (* 1947), griechische Schriftstellerin
- Doukali, Nadia (* 1971), marokkanisch-deutsche Schriftstellerin für Kinder- und Jugendliteratur
- Doukan, Pierre (1927–1995), französischer Geiger, Komponist und Musikpädagoge
- Doukara, Souleymane (* 1991), französisch-senegalesischer Fußballspieler
- Doukas, Neophytos (1760–1845), griechischer Gelehrter, Priester und Autor
- Doukha, Azzedine (* 1986), algerischer Fußballtorwart
- Doukkana, Rabii (* 1987), marokkanisch-französischer Mittelstreckenläufer
- Doukouré, Ismaël (* 2003), französischer Fußballspieler
- Douksas, Vladas (1933–2007), uruguayischer Fußballspieler und -trainer

### Doul
- Doulcet, Marie Augustin Jean (1865–1928), französischer Diplomat
- Douline, David (* 1993), französischer Fußballspieler
- Doull, Owain (* 1993), walisischer Radrennfahrer
- Douloudis, Babis (* 1981), deutsch-griechischer Basketballspieler
- D’Oultremont, Herman (1882–1943), belgischer Reiter

### Doum
- Douma, Cees (1933–2023), niederländischer Architekt
- Douma, Paul (* 1962), kanadischer Ruderer
- Douma, Pieter, niederländischer Jazzbassist
- Douma, Richard (* 1993), niederländischer Leichtathlet
- Douma-Hussar, Carmen (* 1977), kanadische Leichtathletin
- Doumas, Christos (* 1933), griechischer Archäologe
- Doumbia, Bernard (* 1992), ivorischer Fußballspieler
- Doumbia, Cheickna (* 2003), malischer Fußballspieler
- Doumbia, Idrissa (* 1998), ivorischer Fußballspieler
- Doumbia, Kamory (* 2003), malischer Fußballspieler
- Doumbia, Moussa (* 1994), malischer Fußballspieler
- Doumbia, Ousmane (* 1992), ivorischer Fußballspieler
- Doumbia, Sadio (* 1990), französischer Tennisspieler
- Doumbia, Seydou (* 1987), ivorischer FußballspielerSeydou Doumbia (* 1987)

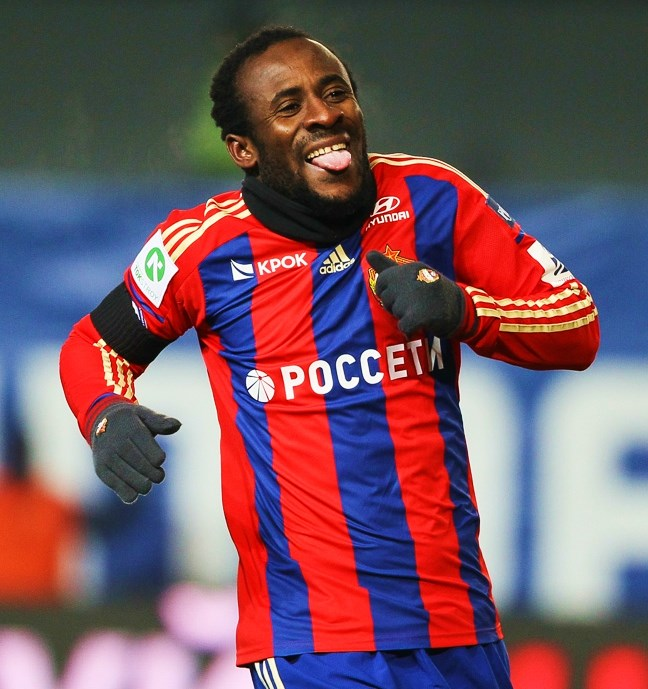
Seydou Doumbia (* 1987)

- Doumbia, Souleyman (* 1996), französisch-ivorischer Fußballspieler
- Doumbia, Yahiya (* 1963), senegalesischer Tennisspieler
- Doumbo, Ogobara (1956–2018), malischer Mediziner
- Doumbouya, Amidou (* 2007), französisch-guineischer Fußballspieler
- Doumbouya, Lonsana (* 1990), guineischer Fußballspieler
- Doumbouya, Mamady (* 1980), guineischer Militär
- Doumbouya, Moussa (* 1997), guineischer Fußballspieler
- Doumbouya, Sekou (* 2000), französischer Basketballspieler
- Doumenc, Aimé (1880–1948), französischer General
- Doumeng, Jean-Baptiste (1919–1987), französischer Unternehmer, Fußballfunktionär und Politiker
- Doumer, Paul (1857–1932), Staatspräsident von Frankreich (1931–1932)
- Doumerc, Jean-Pierre (1767–1847), französischer Kavalleriegeneral
- Doumergue, Émile (1844–1937), reformierter Theologe und Kirchenhistoriker
- Doumergue, Gaston (1863–1937), französischer Politiker, Präsident der Dritten Republik
- Doumic, René (1860–1937), französischer Literaturhistoriker und -kritiker
- Doumit, Claudia (* 1992), US-amerikanische Schauspielerin und FilmproduzentinClaudia Doumit (* 1992)

Claudia Doumit (* 1992)

### Doun
- Dounias, Minos (1900–1962), griechischer Geiger, Musikwissenschaftler, Musikpädagoge und Musikkritiker
- Dounis, Demetrius Constantine (1893–1954), griechischer Geiger und Musikpädagoge
- Dountas, Michalis (1932–2006), griechischer Diplomat

### Doup
- Doupe, Allison J. (1954–2014), kanadische Neurobiologin und Ärztin für Psychiatrie
- Doupe, Hazel, irische Schauspielerin
- Douptounos, König des Bosporanischen Reiches

### Douq
- Douqué, Daniel (1806–1891), deutscher Lahnschiffer und Abgeordneter
- Douqué, Franz Anton (1768–1851), deutscher Lahnschiffer und Abgeordneter

### Dour
- Dourado, Cipriano (1921–1981), portugiesischer Maler des Neorealismus
- Dourado, Henrique (* 1989), brasilianischer Fußballspieler
- Dourado, Rodrigo (* 1994), brasilianischer Fußballspieler
- Dourado, Willian (* 1994), brasilianischer Kugelstoßer
- Dourass, Gloria (* 1944), britische Mittelstreckenläuferin und Sprinterin
- Dourdan, Gary (* 1966), US-amerikanischer Schauspieler und Musiker
- Dourif, Brad (* 1950), US-amerikanischer SchauspielerBrad Dourif (* 1950)

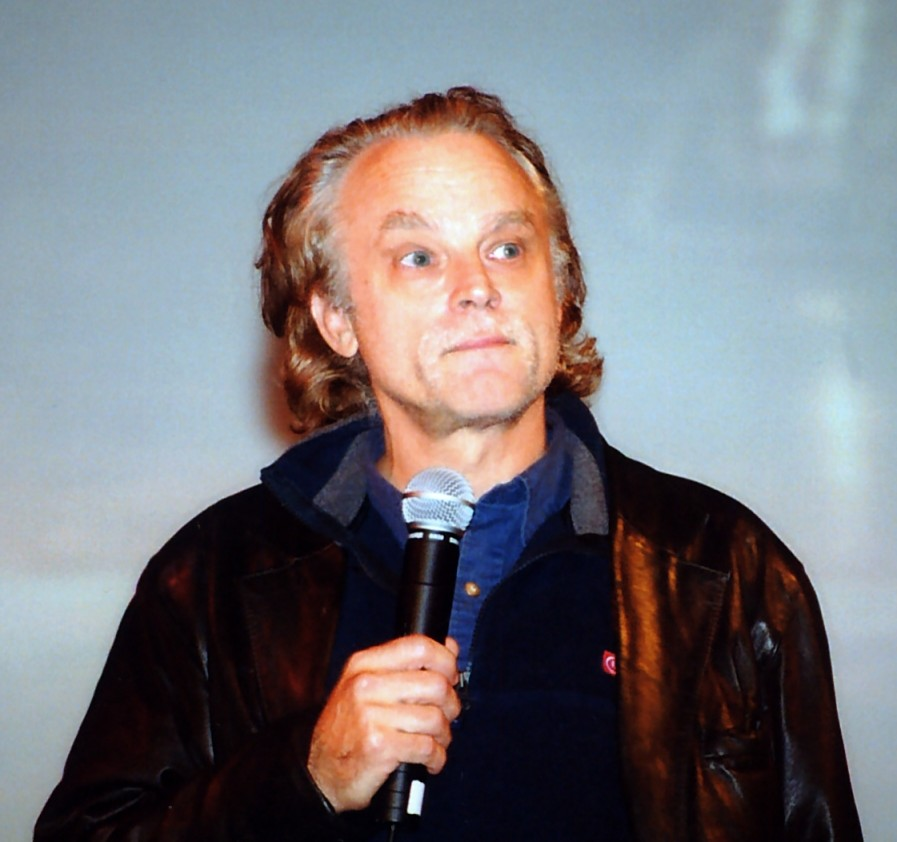
Brad Dourif (* 1950)

- Dourif, Fiona (* 1981), US-amerikanische Schauspielerin
- Douris, Peter (* 1966), kanadischer Eishockeyspieler und -trainer
- Dourisseau, Jason (* 1983), US-amerikanisch-niederländischer Basketballspieler und -trainer
- Dourlen, Victor (1780–1864), französischer Komponist
- Dourou, Rena (* 1974), griechische Politikerin (SYRIZA), Gouverneurin der Region Attika
- Dours, Jean Antoine (1824–1874), französischer Entomologe

### Dous
- Douša, Eduard (* 1951), tschechischer Komponist
- Douša, Karel (1876–1944), tschechischer Komponist, Organist und Chorleiter
- Douschan, Hanno (* 1989), österreichischer Snowboarder
- Douskos, Stefanos (* 1997), griechischer Ruderer
- Dousková, Irena (* 1964), tschechische Schriftstellerin
- Dousse, Antoine (1924–2006), Schweizer Buchhändler und Schriftsteller
- Dousse, Marcel (* 1956), Schweizer Basketballspieler
- Dousset, Jean-Yves (* 1945), französischer Maler und Dichter
- Doust, Stanley (1879–1961), australischer Tennisspieler
- Douste-Blazy, Philippe (* 1953), französischer Kardiologe und Politiker (CDS, UDF, UMP); Mitglied der Nationalversammlung, MdEP

### Dout
- Douteil, Herbert (* 1935), deutscher römisch-katholischer Theologe und Priester
- Doutel, Francisco Xavier († 1748), portugiesischer Gouverneur von Portugiesisch-Timor
- Doutey, Mélanie (* 1978), französische SchauspielerinMélanie Doutey (* 1978)

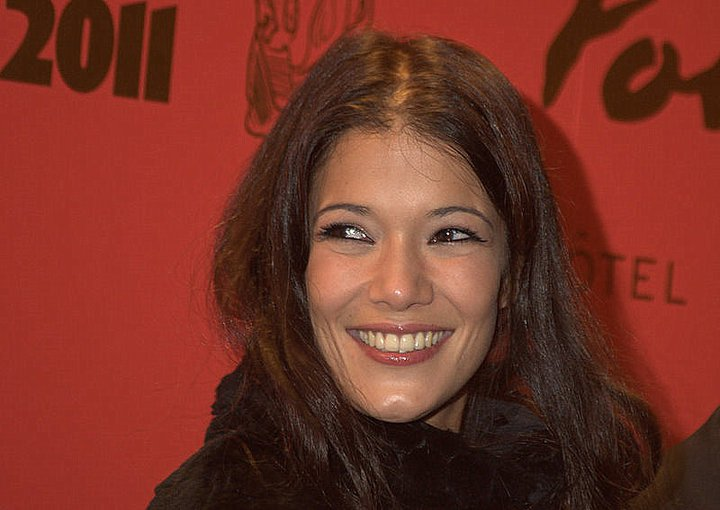
Mélanie Doutey (* 1978)

- Douthit, James (* 1960), US-amerikanischer Pianist und Musikpädagoge
- Douthwright, Brooklyn (* 2003), kanadische Schwimmerin
- Doutiné, Heike (* 1945), deutsche Dichterin und Schriftstellerin
- Doutrebente, Robert (1893–1979), französischer Militärpilot und Autorennfahrer
- Doutrelepont, Joseph (1834–1918), deutscher Chirurg und Dermatologe
- Doutrelepont, Louis (1772–1862), Lederwarenfabrikant, Bürgermeister von Malmédy und Abgeordneter
- Doutreloux, Victor-Joseph (1837–1901), belgischer Geistlicher, Bischof von Lüttich
- Doutrepont, Auguste (1865–1929), belgischer Romanist und Wallonist
- Doutrepont, Georges (1868–1941), belgischer Romanist
- Doutreval, André (* 1942), österreichischer Tänzer
- Doutriaux, Claire (* 1954), französische Dokumentarfilmproduzentin
- Doutrich, Isaac Hoffer (1871–1941), US-amerikanischer Politiker
- Doutté, Edmond (1867–1926), französischer Islamwissenschaftler

### Douv
- Douvalidis, Konstandinos (* 1987), griechischer Leichtathlet
- Douven, Jan Frans van (1656–1727), niederländischer Porträtmaler
- Douvermann, Heinrich (1480–1543), deutscher Holzschnitzer
- Douvier, Bryce (* 1991), US-amerikanisch-österreichischer Basketballspieler
- Douvier, Randy (* 1954), US-amerikanischer Basketballspieler
- Douvikas, Anastasios (* 1999), griechischer Fußballspieler
- Douville de Franssu, Jean-Baptiste (* 1963), französischer Wirtschaftswissenschaftler und Präsident des Istituto per le Opere di Religione
- Douvillé, Henri (1846–1937), französischer Geologe, Malakologe und Paläontologe
- Douvillier, Suzanne (1778–1826), französisch-amerikanische Ballerina, Pantomimin und Choreografin

### Douw
- Douwes, Cornelis (1712–1773), niederländischer Mathematiker und Astronom
- Douwes, Pia (* 1964), niederländische MusicaldarstellerinPia Douwes (* 1964)

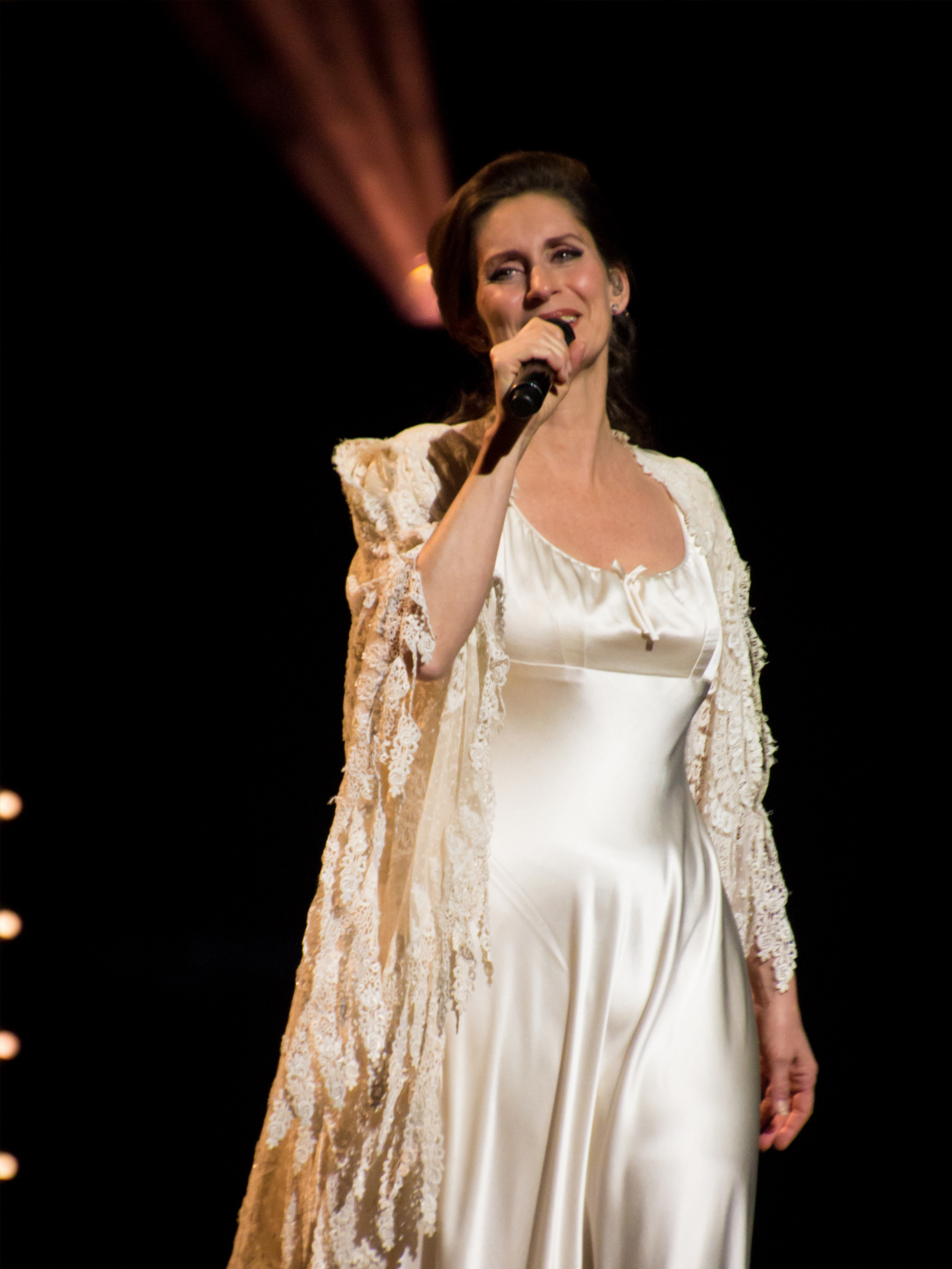
Pia Douwes (* 1964)

### Douy
- Douy, Jacques (1924–2010), französischer Filmarchitekt
- Douy, Max (1914–2007), französischer Filmarchitekt
- Douy, Serge (* 1941), französischer Filmarchitekt
- Douyé (* 1969), nigerianische R&B- und Jazzsängerin

### Douz
- Douzette, Louis (1834–1924), deutscher Maler